# Ford Ranger
Ford Ranger ist ein Pick-up des US-amerikanischen Unternehmens Ford Motor Company. Die Modelle für den nordamerikanischen Markt und den Weltmarkt sind technisch ähnlich, aber nicht baugleich. Das Fahrzeug wird international auch als Mazda BT-50 unter der Marke Mazda sowie als Mazda B-Serie in Nordamerika vertrieben. Seit 2003 wird das Fahrzeug auch in Vietnam und Südafrika als Kombi-Variante Ford New Everest und als Ford Endeavour in Indien angeboten.

## Nordamerika
Der amerikanische Ranger wurde zunächst von Januar 1982 bis Dezember 2011 gebaut. Zwischen 2012 und 2017 verkaufte Ford in Nordamerika keinen kleinen Pick-up mehr und verwies Interessenten an den größeren F-150. Auf der North American International Auto Show im Januar 2018 präsentierte Ford einen neuen Ranger für den US-Markt. Dieser basiert auf der internationalen Version und wird seit Herbst 2018 in Wayne gebaut. Das Nachfolgemodell debütierte im Mai 2023.
In Nordamerika war der Ranger Fords Einstiegsmodell im Pick-up-Segment. Der Name Ranger wurde zunächst ab 1967 genutzt, damals noch für die höherpreisige Ausstattungsvariante der F-Serie. Bis Ende 1981 wurde dieser beibehalten, danach wurde der Ranger ein eigenständiges Modell und löste im Frühjahr 1982 den Ford Courier ab.
Das erste Modell orientierte sich optisch an den größeren Pick-ups von Ford und wurde anfangs mit einem 2-Liter- (53 kW/72 PS) und einem 2,3-Liter-Vierzylindermotor (63 kW/86 PS) angeboten.
- Anfang 1989 fand die erste größere Modellpflege statt, ob dieses Facelift als separate Generation gewertet werden kann, ist umstritten. Der 2,3-Liter-Motor wurde mit Doppelzündung ausgestattet und leistete nun zusätzliche 10 kW. 1990 wurde ein 4-Liter-Motor mit 118 kW (160 PS) eingeführt.
- Im Frühjahr 1993 wurde der Ranger komplett überarbeitet und erhielt eine aerodynamischere Karosserie. Der bisher erhältliche 2,9-Liter-Motor wurde durch einen 3-Liter-V6 ersetzt. 1995 erhielt er ein neues Armaturenbrett, wodurch der Einbau eines Beifahrerairbags möglich war, welcher erstmals 1996 angeboten wurde.
- Anfang 1998 wurde der Ranger wieder komplett überarbeitet und erhielt einen größeren Fahrgastraum, ermöglicht durch einen verlängerten Radstand.
- Im Sommer 2001 erhielt der Ranger modifizierte Stoßfänger, Scheinwerfer und einen geänderten Kühlergrill. Weitere Überarbeitungen dieser Art folgten Ende 2003 und Anfang 2006.

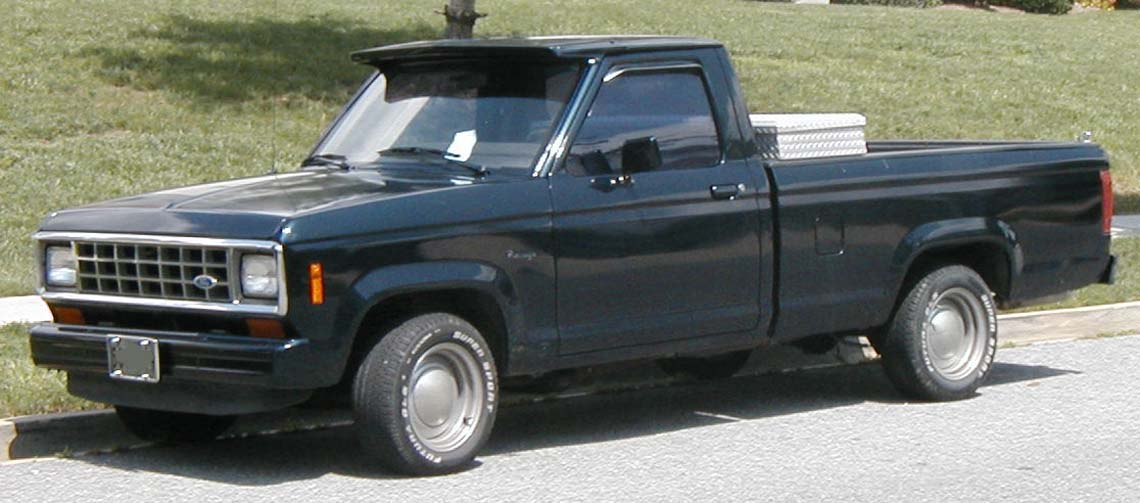
Ford Ranger (1982–1989)
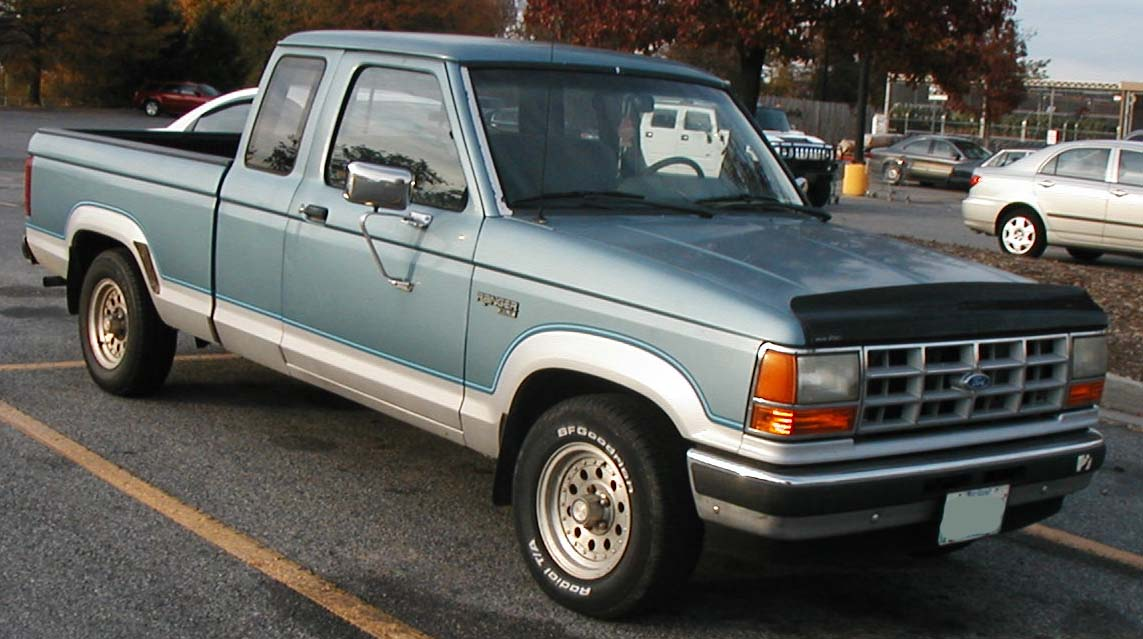
Ford Ranger (1989–1993)
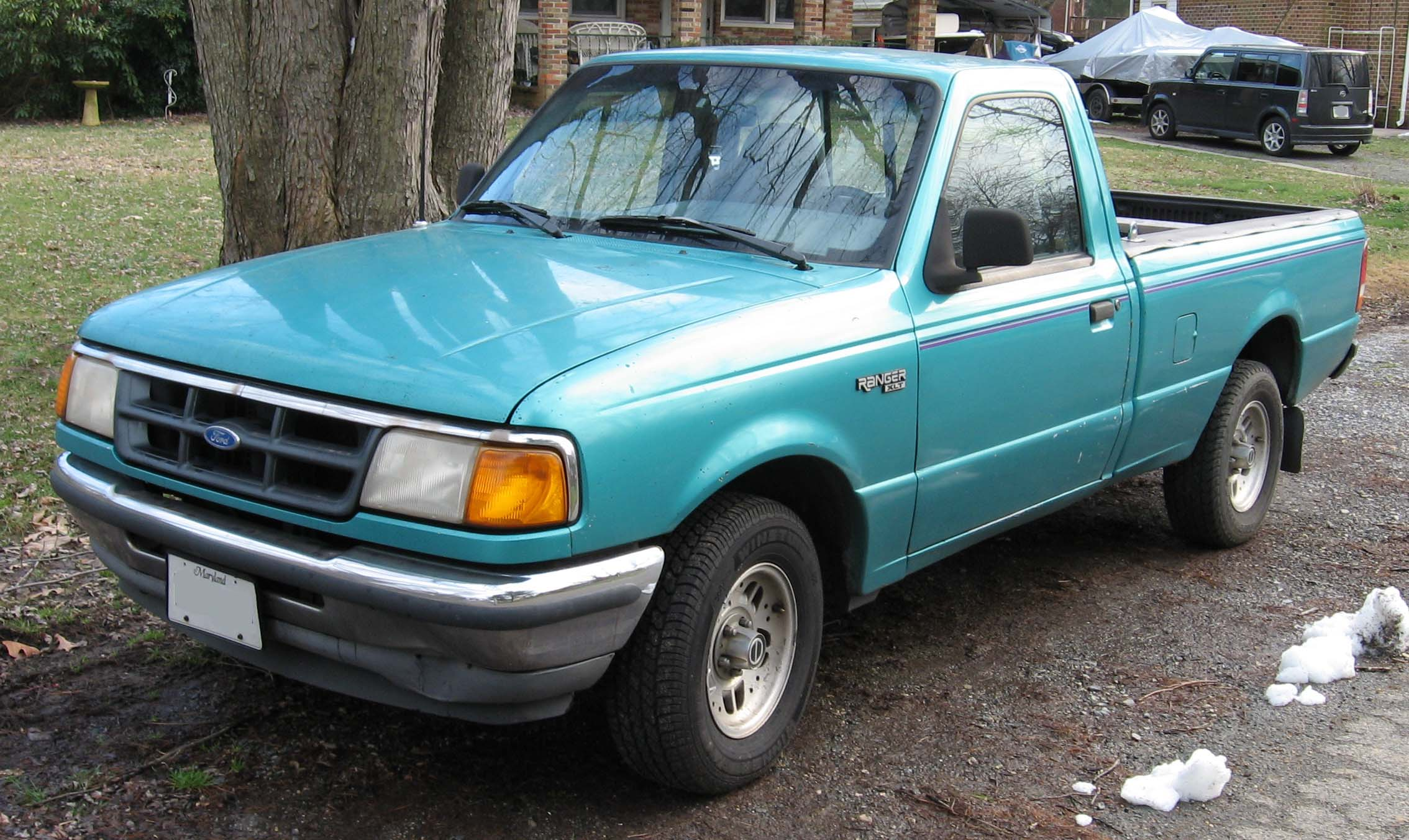
Ford Ranger (1993–1998)
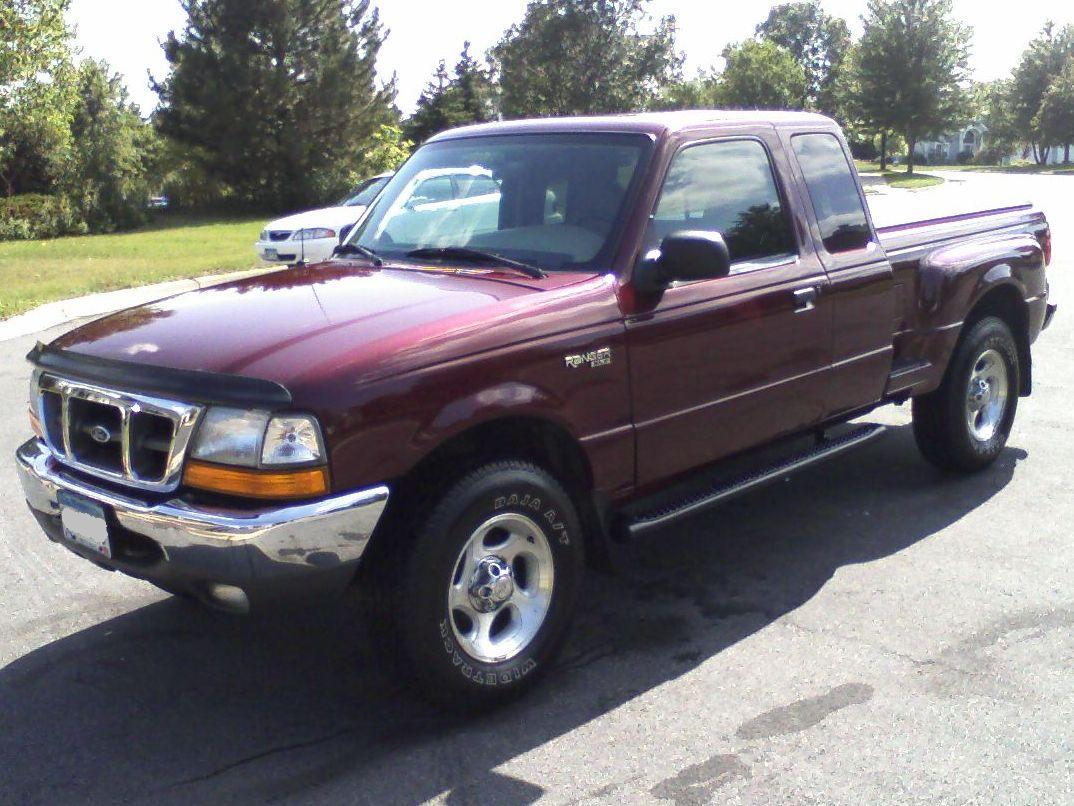
Ford Ranger (1998–2001)
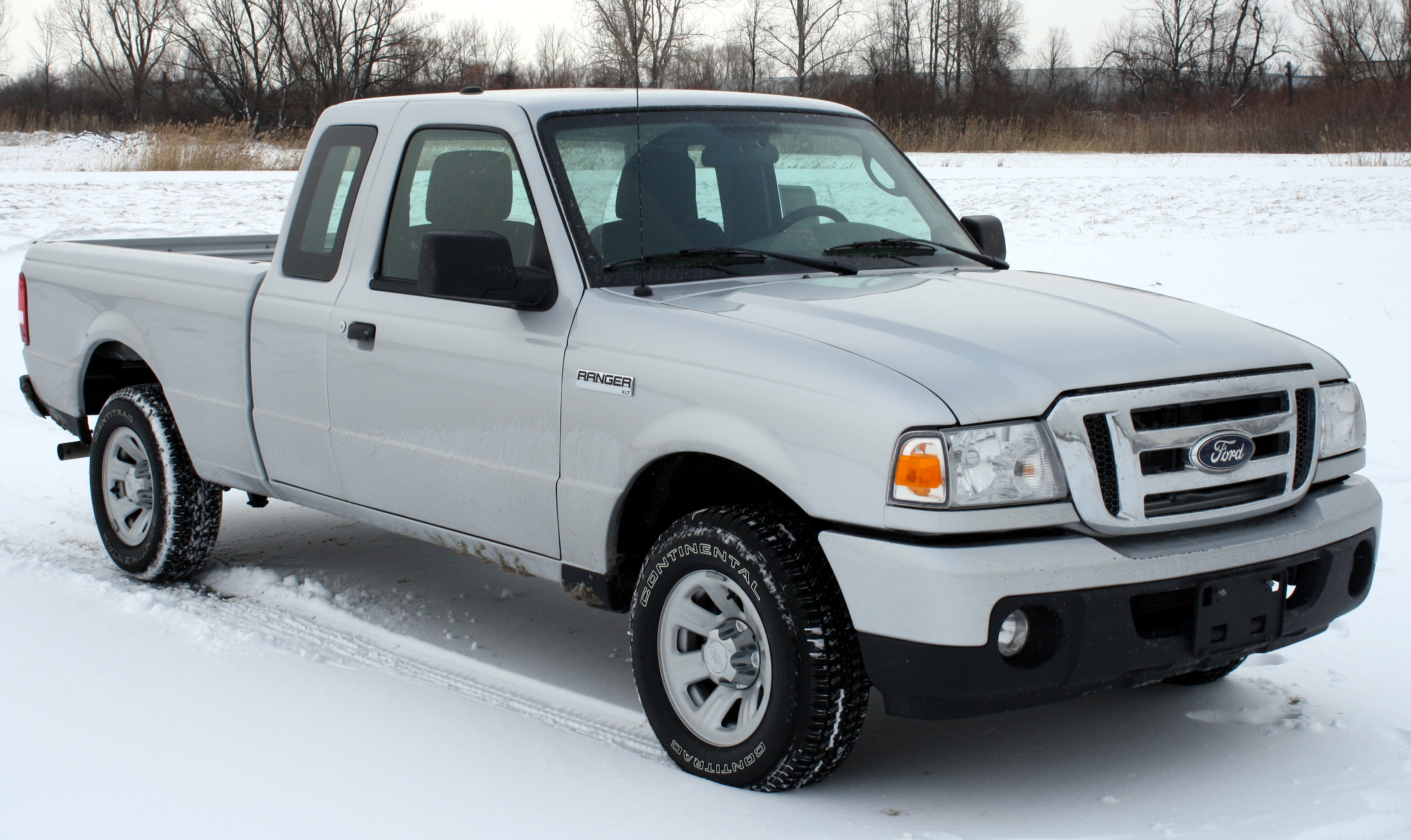
Ford Ranger (2001–2012)
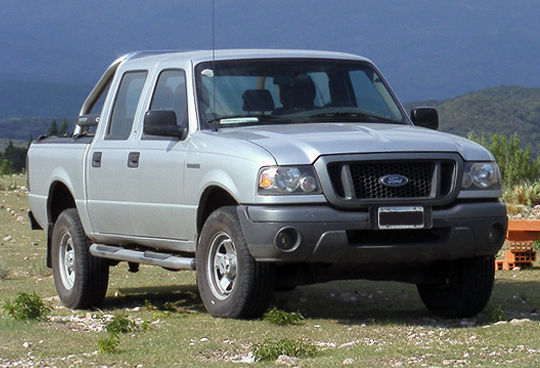
Südamerika-Version (2004–2009)

## International
Dieses Modell basierte bis 2022 auf dem jeweiligen aktuellen Mazda-Pick-up, also bis 2006 auf der Mazda B-Serie, seitdem auf dem Mazda BT-50 und wird je nach Markt mit verschiedenen Karosseriedesigns und Motorkonfigurationen verkauft.

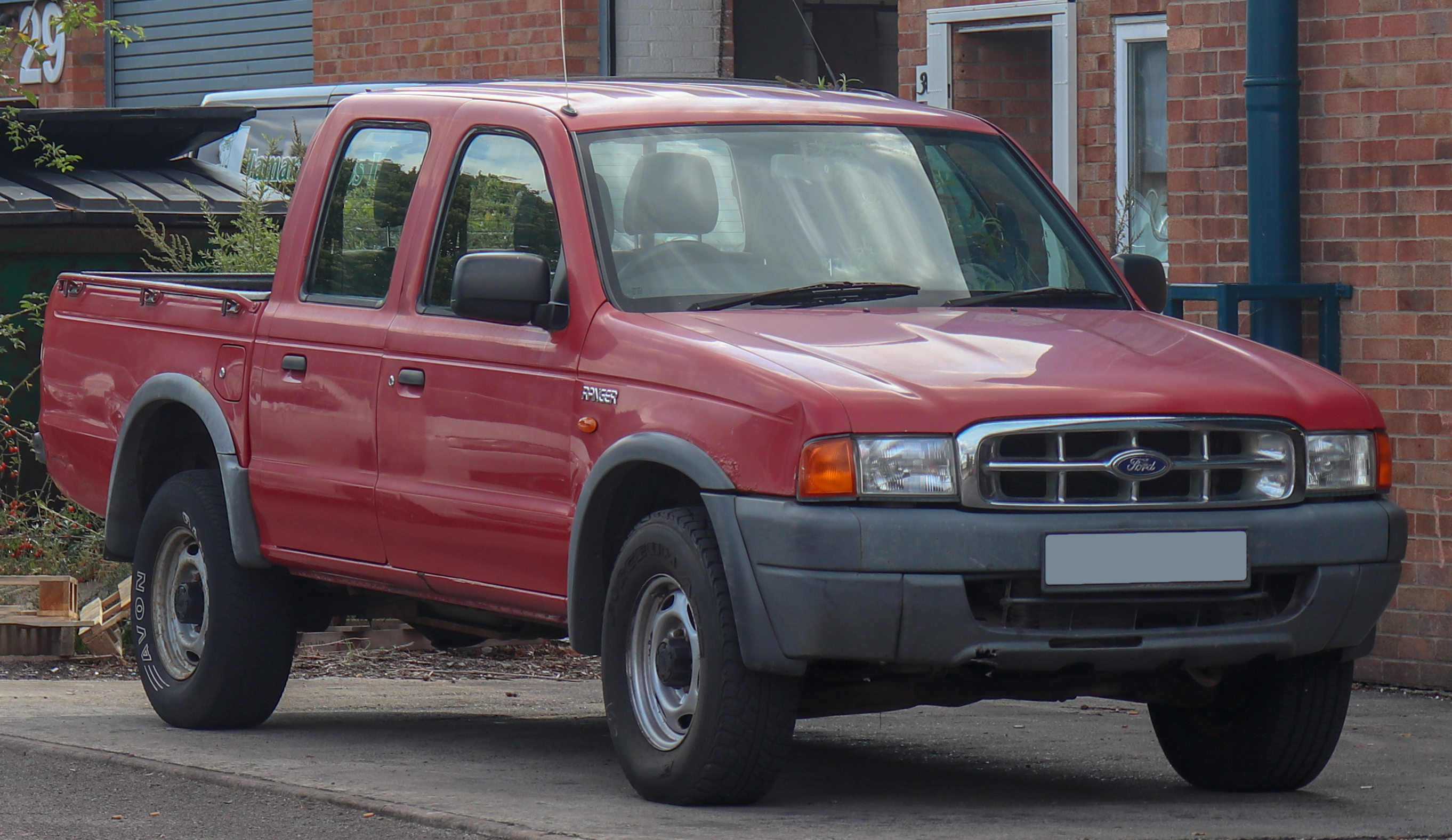
Ford Ranger (1998–2002)
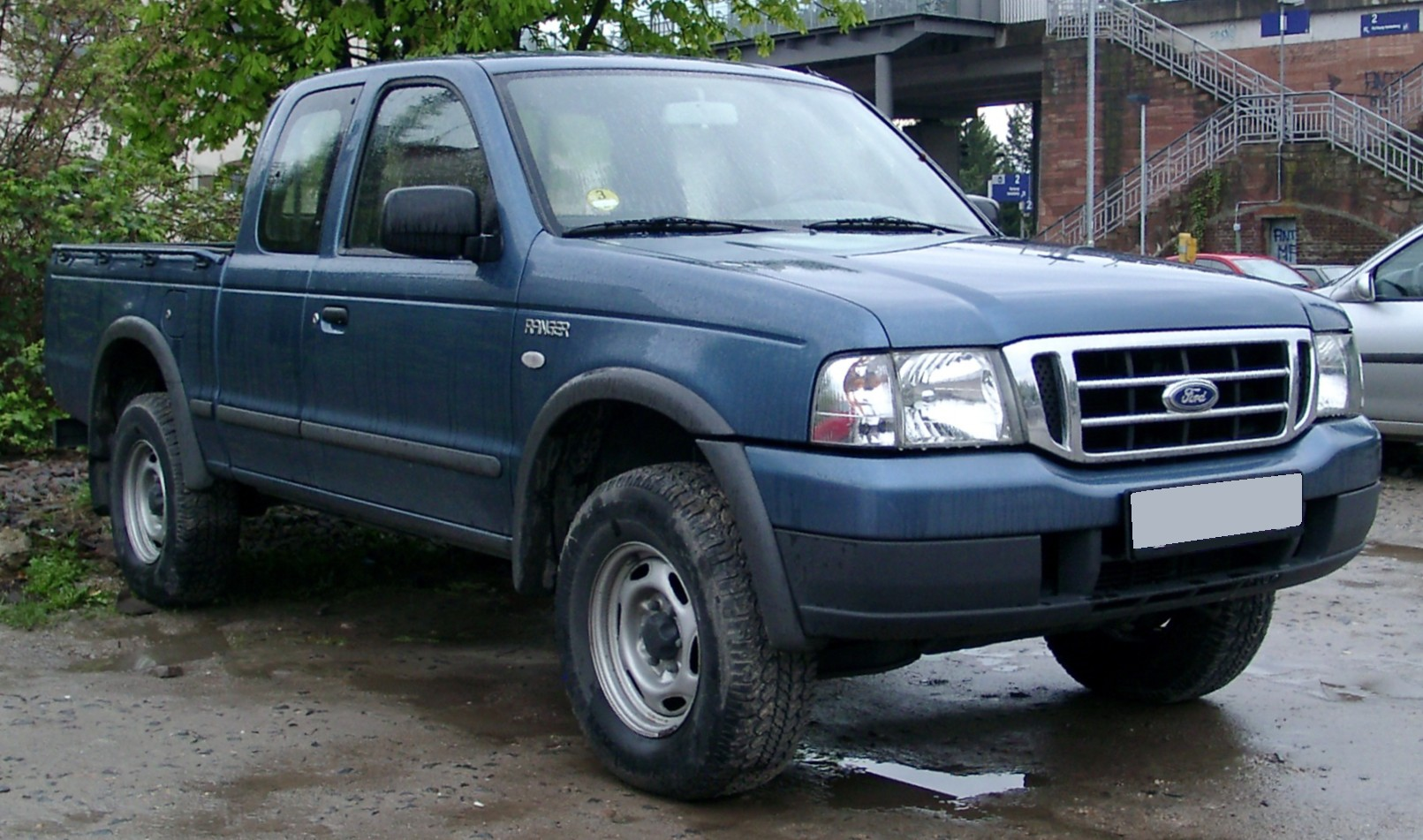
Ford Ranger (2002–2006)
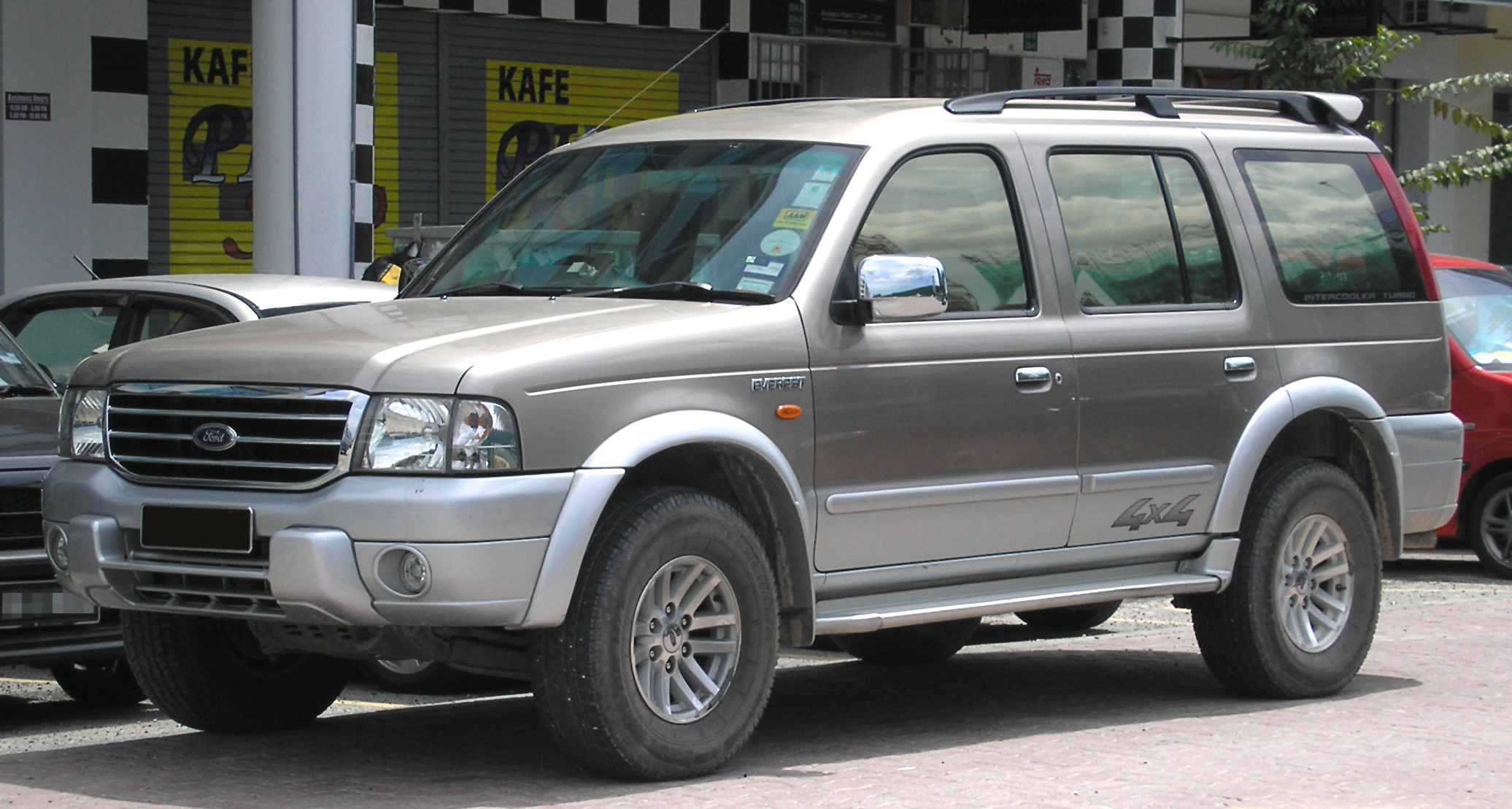
Ford Everest (2003–2007)

### 2006–2012
Ein neues Modell wurde Ende 2006 vorgestellt und wurde in Deutschland in drei Kabinenkonfigurationen angeboten, als Einzel-, verlängerte Einzel- und Doppelkabine. Je nach Kabinengröße war die Ladefläche 2,28, 1,75 oder 1,53 Meter lang. Als Antriebsaggregate standen zwei Diesel, ein 2,5-Liter-Motor mit 105 kW (143 PS) und 3,0-Liter-Motor mit 115 kW (156 PS), zur Verfügung. Im Herbst 2009 folgte ein Facelift.
Im November 2010 wurden in Deutschland ca. 140 Ford Ranger mit Automatikgetriebe, die zwischen 15. Mai 2007 bis 25. Juli 2008 in Thailand gebaut wurden, zurückgerufen. Es bestand die Möglichkeit, dass die Fahrzeuge beim Parken auf abschüssigem Gelände wegrollten.

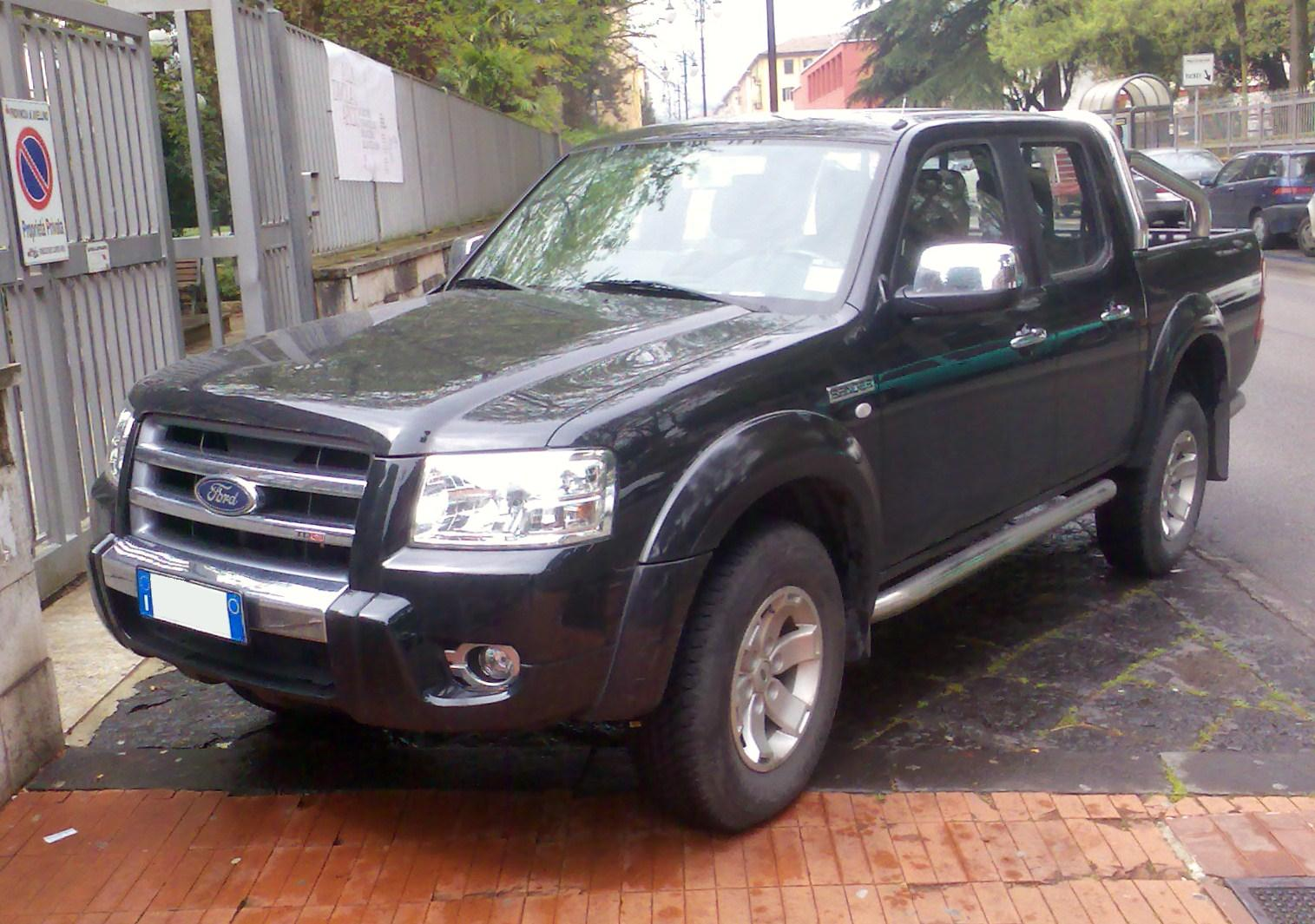
Ford Ranger (2006–2009)
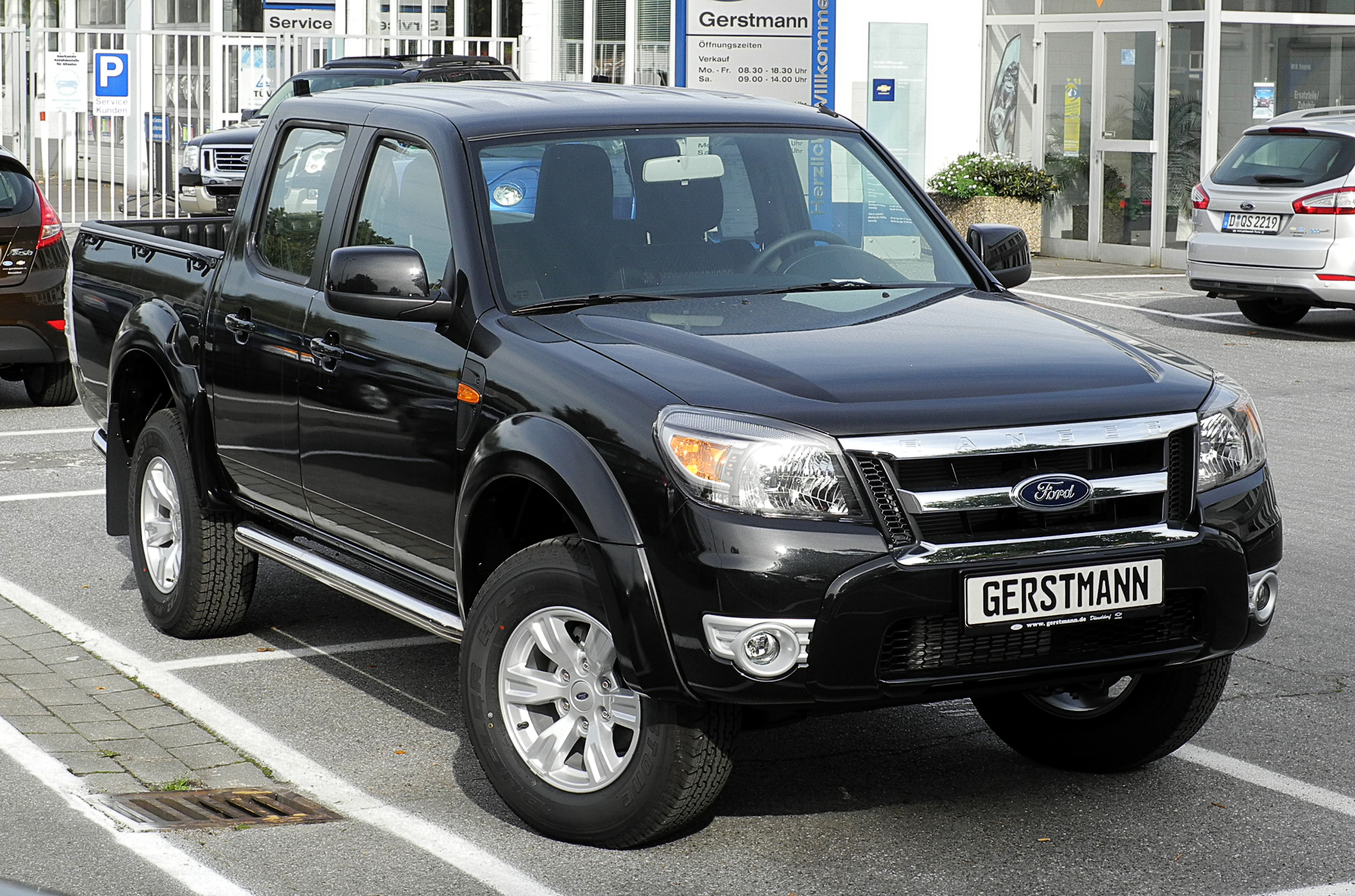
Ford Ranger (2009–2012)
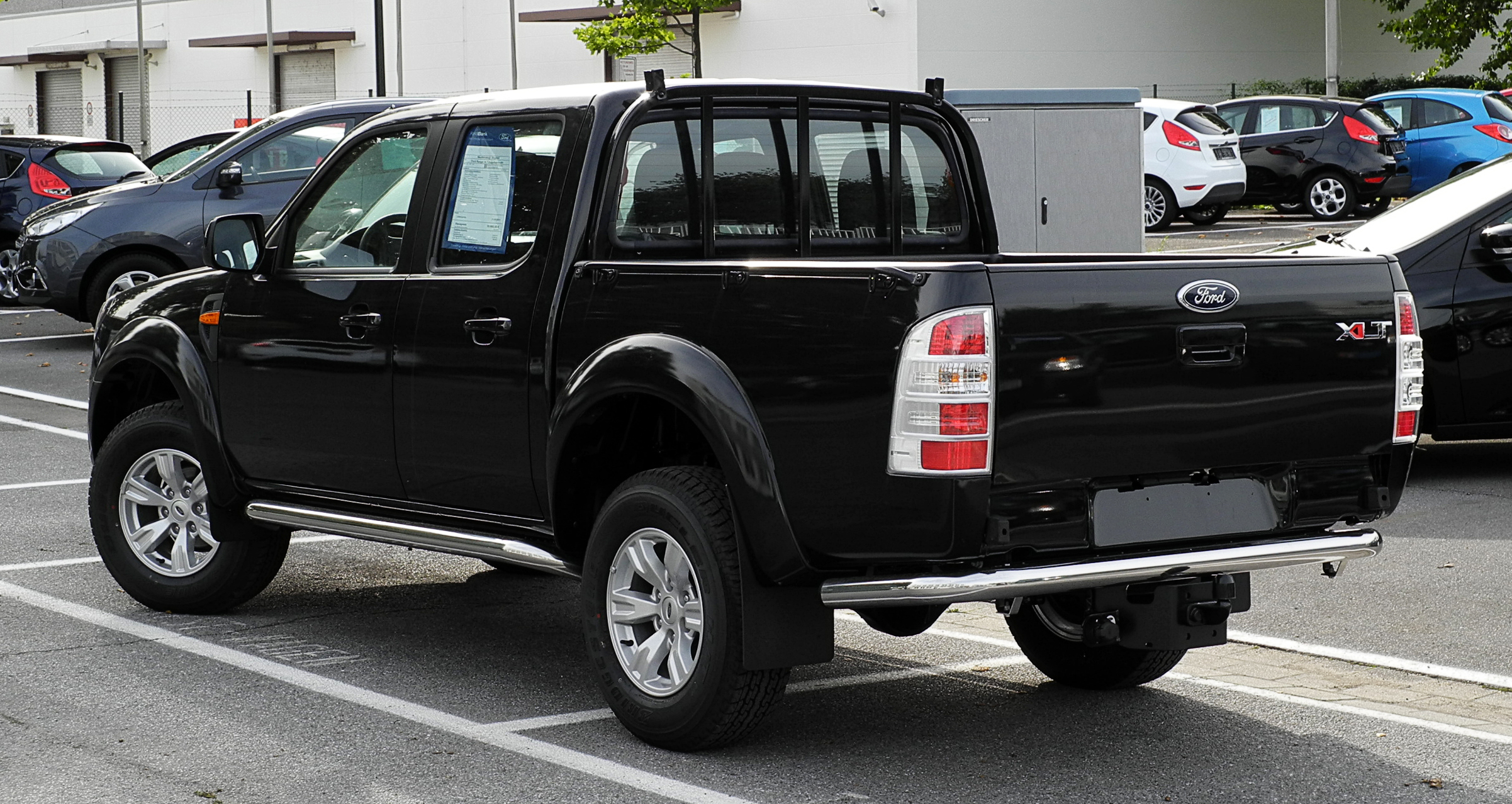
Heckansicht
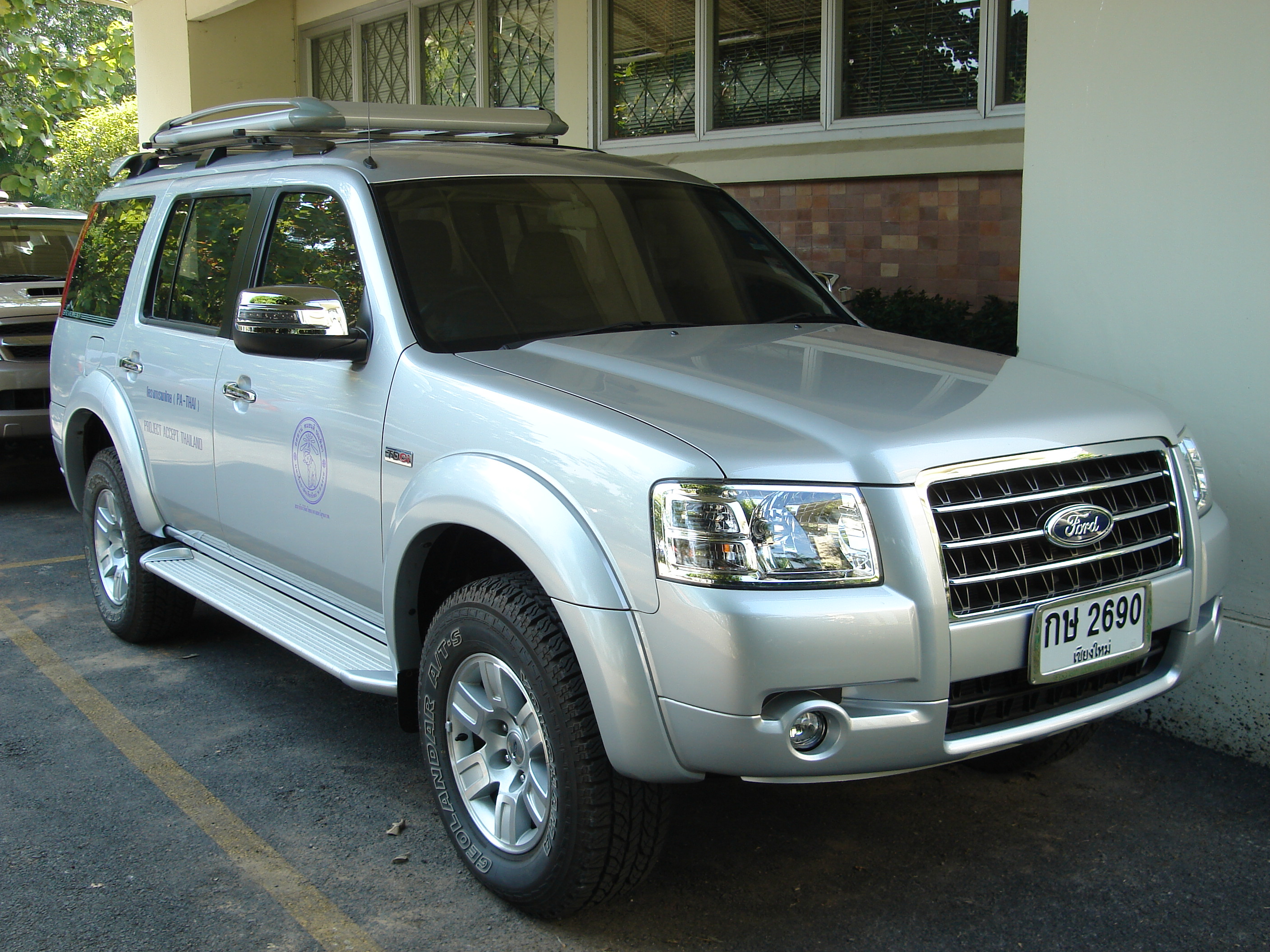
Ford Everest/Ford Endeavour II (2007–2012)

### 2012–2016

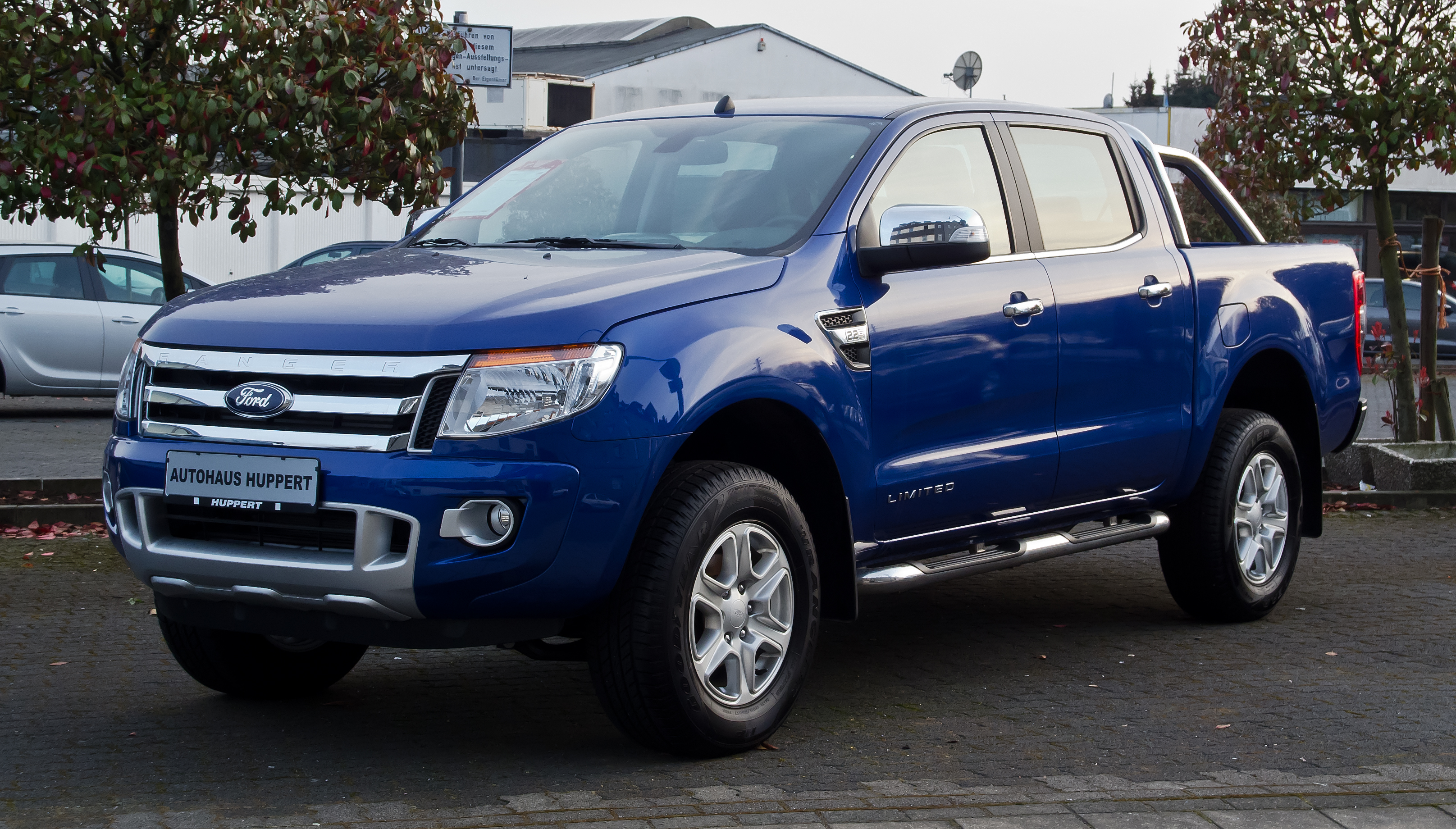
Ford Ranger mit Doppelkabine (2012–2016)

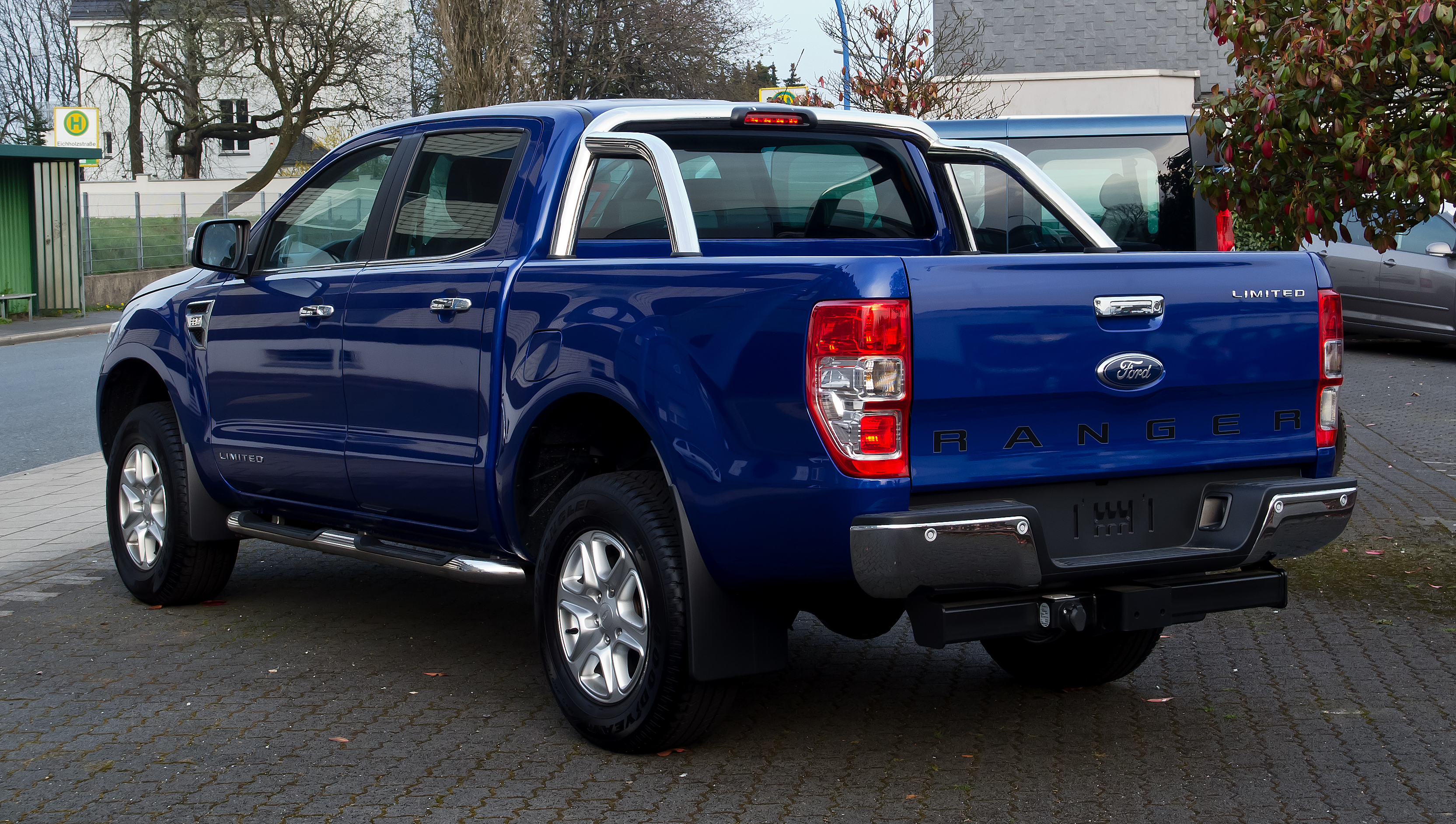
Heckansicht

Im März 2012 erschien eine neue Modellgeneration, die sich äußerlich weiterhin an seinem Vorgänger orientiert und damit deutlicher als zuvor von seinem Schwestermodell Mazda BT-50 abgrenzt, das mit seinem Modellwechsel 2011 stark verändert wurde. Der Ranger wurde wieder in den drei Kabinenkonfigurationen Einzel-, Extra- und Doppelkabine angeboten. Die Länge beträgt 5274 mm, die Breite 2163 mm (ohne Spiegel 1850 mm) und die Höhe max. 1848 mm. Je nach Kabinengröße ist die Ladefläche nun 2,32; 1,85 oder 1,56 Meter lang.
Ein 2,2-Liter-Reihenvierzylinder-Diesel, wahlweise mit 92 kW (125 PS) und 320 Nm bei 1500/min oder mit 110 kW (150 PS) und 375 Nm bei 1500/min sowie ein 3,2-Liter-Reihenfünfzylinder-Diesel mit 147 kW (200 PS) und 470 Nm bei 1500/min waren die angebotenen Motoren. Serienmäßig war ein 6-Gang-Schaltgetriebe, für die beiden stärkeren Motorisierungen war auch ein sechsstufiges Automatikgetriebe erhältlich. Die Kraftübertragung erfolgte standardmäßig auf die Hinterachse, ein manuell zuschaltbarer Allradantrieb ist jedoch serienmäßig. Der Ranger wurde in den Ausstattungsvarianten XL, XLT, Limited und Wildtrak angeboten.
Diese Generation des Ford Rangers verfügt über eine umfangreiche Sicherheitsausstattung. Neben Antiblockiersystem (ABS) und Fahrdynamikregelung (ESP) sind Bergabfahrkontrolle, ein Berganfahrassistenten, eine Anhängerstabilisierung, ein Sicherheits-Bremsassistenten, Notbremslicht, Überschlagschutz und ein Traktionskontrollsystem serienmäßig. Darüber hinaus sind die Fahrzeuge für den deutschen Markt ab Werk mit sieben Airbags ausgestattet. Als erster Pick-up weltweit erzielte diese Baureihe im Oktober 2011 die Bestwertung von 5 Sternen beim Euro-NCAP-Crashtest.
In Nordamerika wurde dieses Modell nicht angeboten.

### 2015–2023
Auf der Bangkok International Motor Show wurde am 25. März 2015 ein neuer Ford Ranger vorgestellt, der ein umfangreiches Facelift des Vorgängermodells ist. Ab Februar 2016 war der neue Ranger in Deutschland erhältlich.
Neu sind der 2,2-Liter-TDCi-Dieselmotor mit vier Zylindern, Start-Stopp-Automatik, Sprachassistenz, Fahrspurassistenten und Rückfahrkamera sowie Bergabfahrkontrolle und Berganfahrassistent. Im Ford SYNC-2-System ist nun der Notruf-Assistent enthalten. Ab September 2016 haben alle Modelle ein SCR-System und erfüllen damit die Euro-6-Abgasnorm.
Der Ranger ermöglicht ab Werk eine zulässige Anhängelast von 3500 kg. Bei Modellen mit Hinterradantrieb, bei den Vierzylindermotoren mit 96 kW (130 PS) sowie bei den Vierzylindermotoren mit 118 kW (160 PS) in Kombination mit Schaltgetriebe und verbrauchsoptimierter Achsübersetzung ist diese auf 2500 kg reduziert.

#### Ausstattungsvarianten
Angeboten werden die Ausstattungslinien XL, XLT, Limited und Wildtrak. Als Karosserievariante steht der Ranger als Einzelkabine mit zwei Sitzplätzen, Extrakabine (in Österreich: Superkabine) mit zwei zusätzlichen Notsitzen oder Doppelkabine mit drei zusätzlichen, vollwertigen Sitzplätzen zur Verfügung.
- XL: Der Ranger XL ist die Basisausstattung und das einzige Modell, das als Einzelkabine sowie mit Hinterradantrieb erhältlich ist. Zur Grundausstattung gehören ein Audiosystem, ABS, ESP mit Antriebsschlupfregelung, eine Berganfahrhilfe, ein Bordcomputer, elektrische Fensterheber, Front-, Seiten- und Kopfairbags sowie ein Knieairbag für den Fahrer, Servolenkung und ein Überrollschutz. Der XL ist nur mit den Vierzylindermotoren und manuellem Schaltgetriebe verfügbar, die Variante mit 118 kW (160 PS) ist ebenso wie der Allradantrieb aufpreispflichtig.
- XLT: Der Ranger XLT erweitert die Ausstattung des XL unter anderem um ein höherwertiges Audiosystem mit MP3-Funktion und USB-Anschluss, höherwertige Designelemente an der Karosserie, eine beheizbare Frontscheibe, eine Geschwindigkeitsregelanlage, eine Klimaanlage, Lederlenkrad und Lederschaltknauf, Nebelscheinwerfer und 16 Zoll große Leichtmetallräder. Der XLT ist nur als Extra- und Doppelkabine lieferbar, der einzige erhältliche Motor ist der 2,2-Liter-Dieselmotor mit 118 kW (160 PS) und Allradantrieb, wahlweise mit manuellem Schaltgetriebe oder 6-Gang-Automatik.
- Limited: Die Serienausstattung des Ranger Limited bietet zusätzlich zum XLT ab Werk einen elektrisch verstellbaren Fahrersitz, eine automatische Zwei-Zonen-Klimaanlage, Lederausstattung innen, eine Einparkhilfe hinten, einen verchromten Überrollbügel, Verzurrschienen auf der Ladefläche, beheizbare Vordersitze, Wärmeschutzverglasung sowie größere Leichtmetallräder. Der Limited ist auch ausschließlich als Extra- oder Doppelkabine erhältlich, ist jedoch wahlweise mit dem stärkeren Vierzylinder- oder dem Fünfzylinderdieselmotor ausgestattet.
- Wildtrak: Der Wildtrak ist das Topmodell der Baureihe und bietet ab Werk die umfangreichste Serienausstattung sowie ausstattungsabhängige Details, die bei den anderen Varianten auch nicht gegen Aufpreis erhältlich sind. Der serienmäßige Lieferumfang orientiert sich – was Karosserie- und Motorvarianten sowie die Grundausstattung betrifft – am Limited, erweitert diesen jedoch um eine Umfeldbeleuchtung, ein spezielles „Sport-Dekor“ an den Außenspiegeln, den Türgriffen und am Kühlergrill, eine Reling auf dem Dach und am Laderaum, einen aerodynamisch optimierten „Sportbügel“ aus Kunststoff, eine Rückfahrkamera, zweifarbige Teillederausstattung und größeren Leichtmetallrädern.

#### Zusatzausstattung
Zusätzlich zur Serienausstattung bietet Ford für den Ranger eine umfangreiche Wunsch- und Zusatzausstattung an. Dazu zählen ein „Off-Road-Paket“ mit Sperrdifferential und Unterfahrschutz, mehrere unterschiedliche Laderaumabdeckungen, Schutzwannen für den Laderaum sowie ein Hardtop für Extra- und Doppelkabine.

#### Sondermodelle
Im Juni 2017 wurde die Black Edition vorgestellt. Das Fahrzeug ist von der Ausstattung angelehnt an den Ranger Limited und ausschließlich in schwarz erhältlich. Anbauteile wie Alufelgen, der „Sportbügel“ oder der Kühlergrill sind ebenfalls schwarz gehalten. Die Black Edition ist nur als Doppelkabine mit dem 3,2-Liter-Motor mit 147 kW (200 PS) verfügbar, zur Serienausstattung gehören unter anderem ein Park-Pilot-System mit Rückfahrkamera sowie eine Anhängevorrichtung.
Auf der Nutzfahrzeugmesse im britischen Birmingham im April 2018 stellte Ford das Sondermodell Wildtrak X vor. Dieses wird von einem Fünfzylinder-Dieselmotor mit 3,2 Liter Hubraum und einer Leistung von 147 kW (200 PS) angetrieben, die Kraft wird über ein Sechsgang-Automatikgetriebe auf alle vier Räder übertragen. Der Wildtrak X ist mit Doppelkabine erhältlich und in der Farbe Performance Blue lackiert, einige Karosserie- und Anbauteile sowie die Felgen sind in schwarzer Farbe gehalten. Die schwarzen Ledersitze haben graue Ziernähte. Im Laufe des Jahres 2018 soll der Wildtrak X auch in Deutschland verfügbar sein; die erste Auslieferung an Kunden war für August 2018 geplant.
Im August 2018 wurde auf der Gamescom in Köln der Raptor vorgestellt. Dieser kam im Mai 2019 in den Handel, war aber schon seit Oktober 2018 im Videospiel Forza Horizon 4 enthalten. Optisch orientiert sich das Sondermodell am F-150 Raptor.
Mit dem Sondermodell Thunder präsentierte Ford im Mai 2020 ein neues Sondermodell für den europäischen Markt. Das Modell wurde auf 4.500 Exemplare limitiert und wird mit roten und schwarzen Akzenten ausschließlich in der Farbe Royal-Grau angeboten. Weitere Besonderheiten sind die LED-Scheinwerfer, die serienmäßige Kofferraumwanne und ein Abdeckrollo für die Ladefläche.
Ausschließlich für die USA bestimmt ist der Tremor, der im September 2020 vorgestellt wurde.
Die limitierten Sondermodelle Stormtrak und Wolftrak wurden im April 2021 präsentiert. Sie sind ausschließlich in Europa verfügbar.
Der Raptor wurde in einer limitierten Special Edition im Mai 2021 vorgestellt.

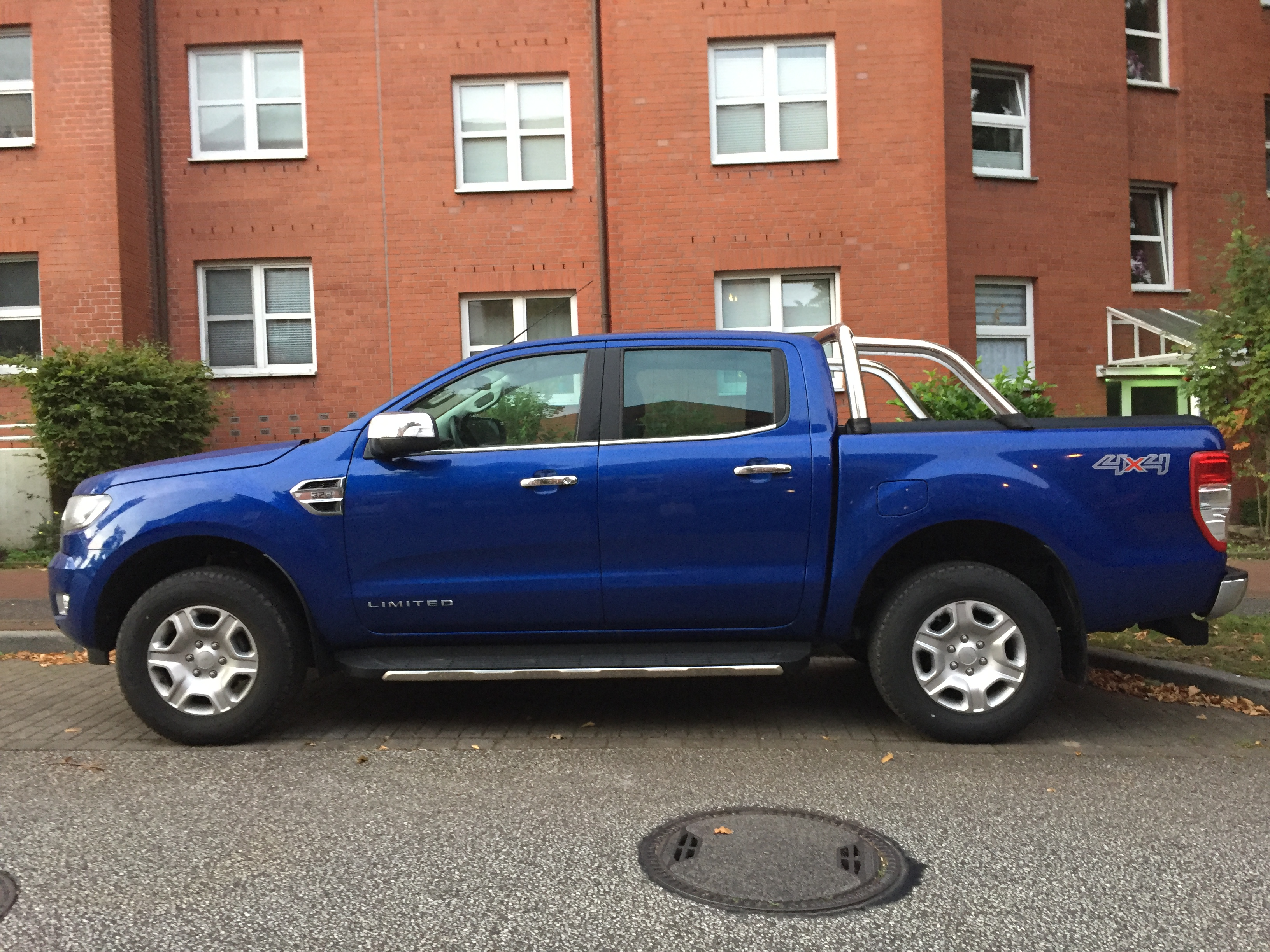
Ford Ranger Limited
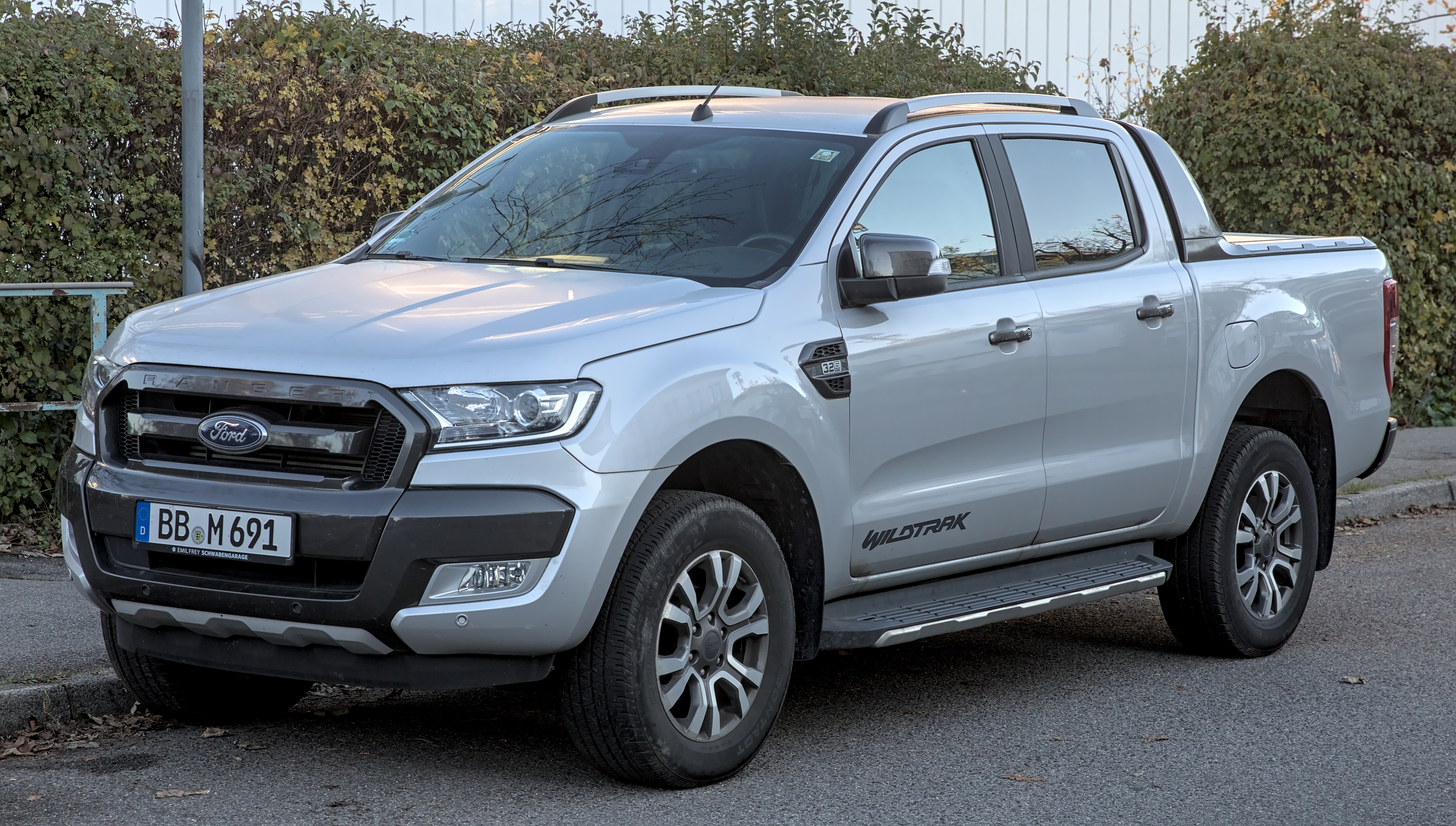
Ford Ranger Wildtrak
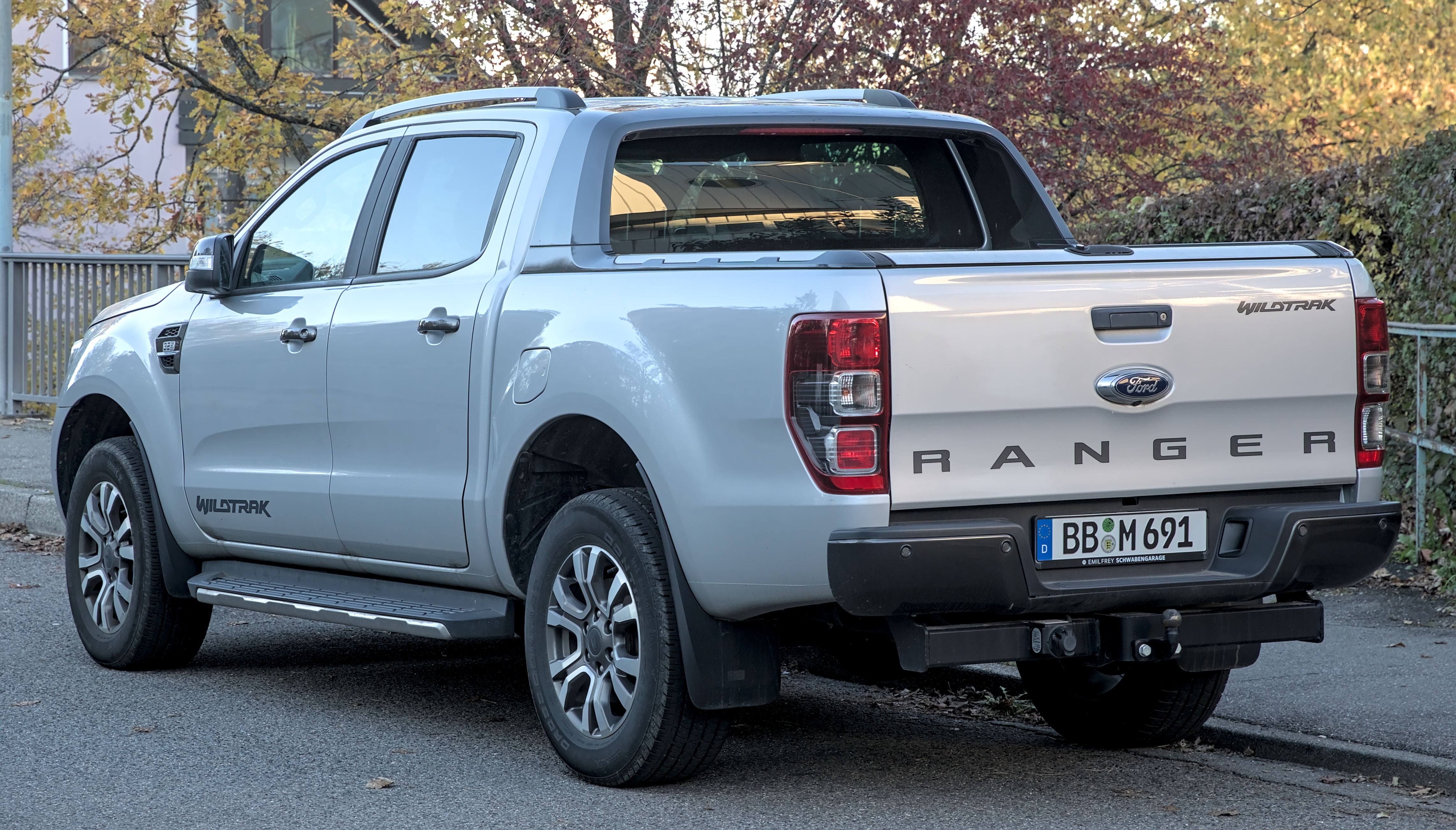
Heckansicht Wildtrak
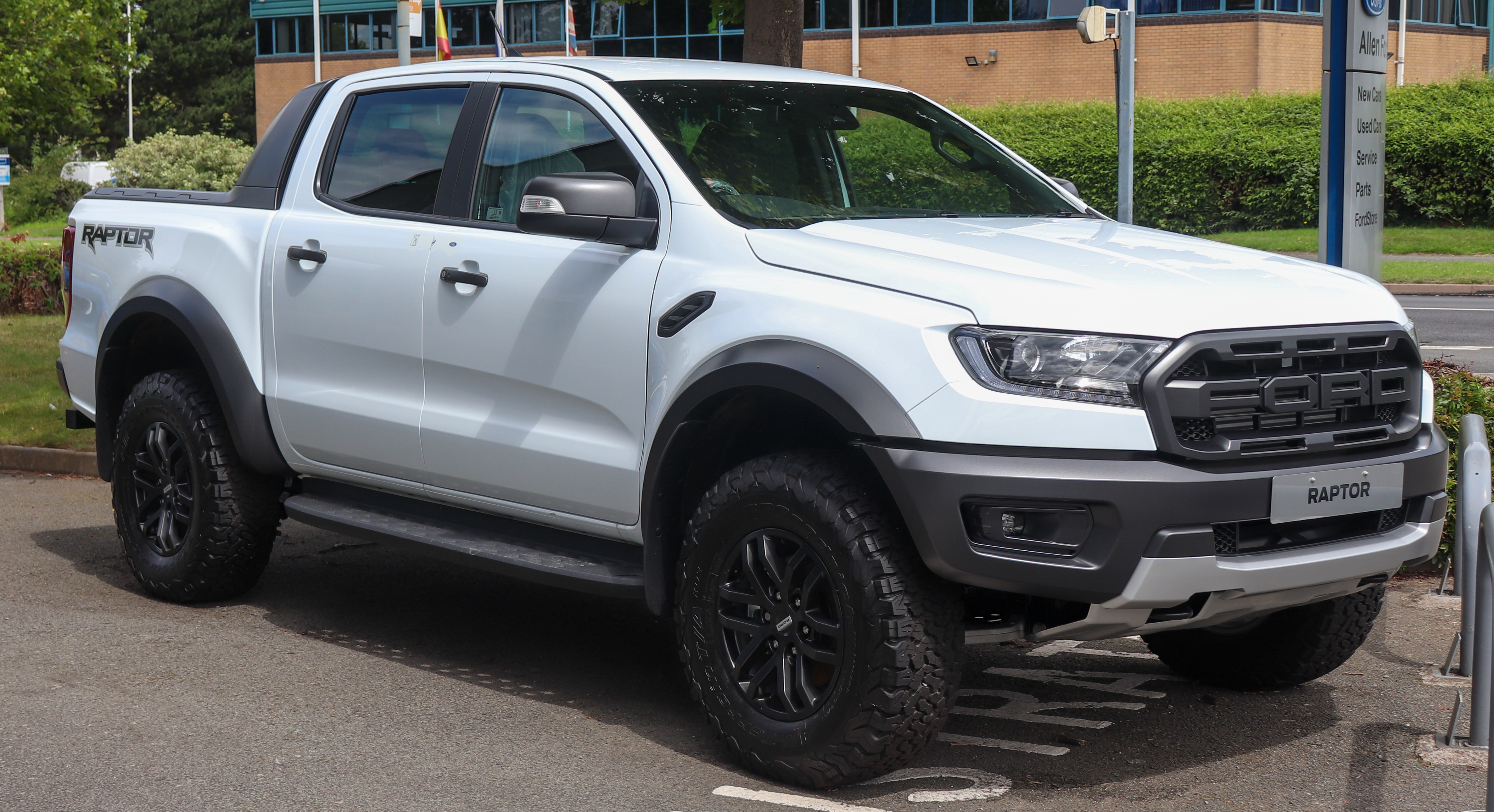
Ford Ranger Raptor
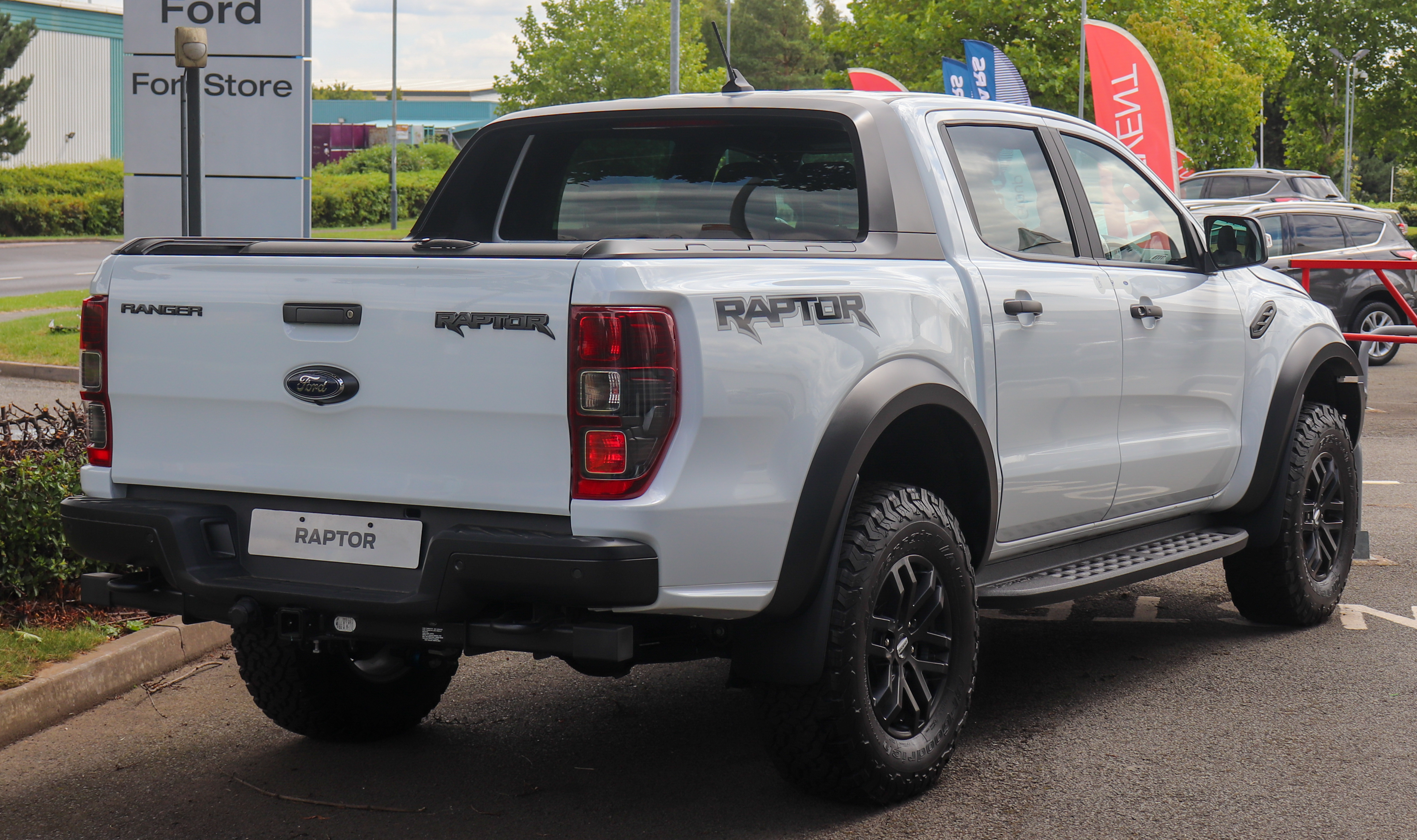
Heckansicht Raptor
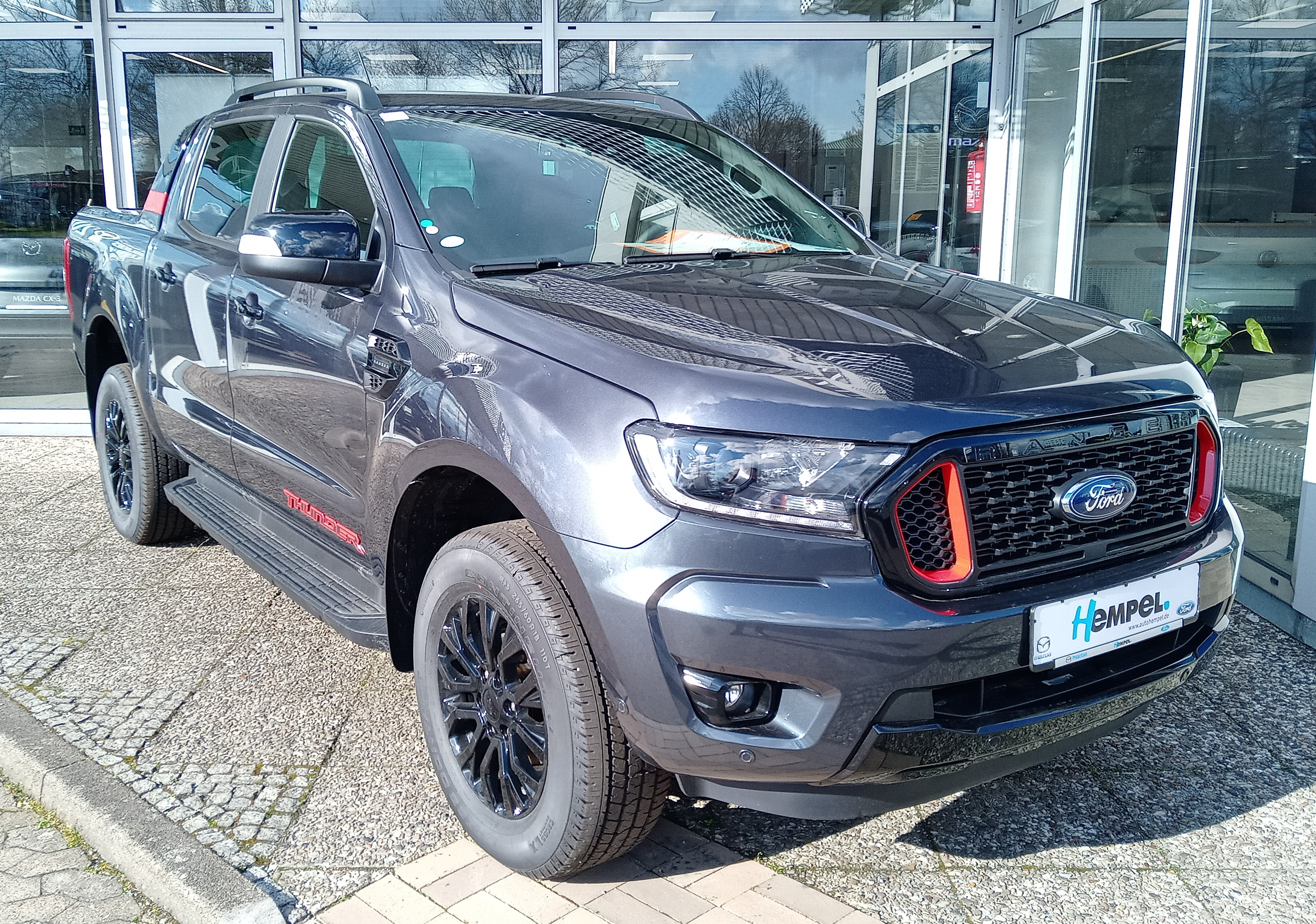
Ford Ranger Thunder
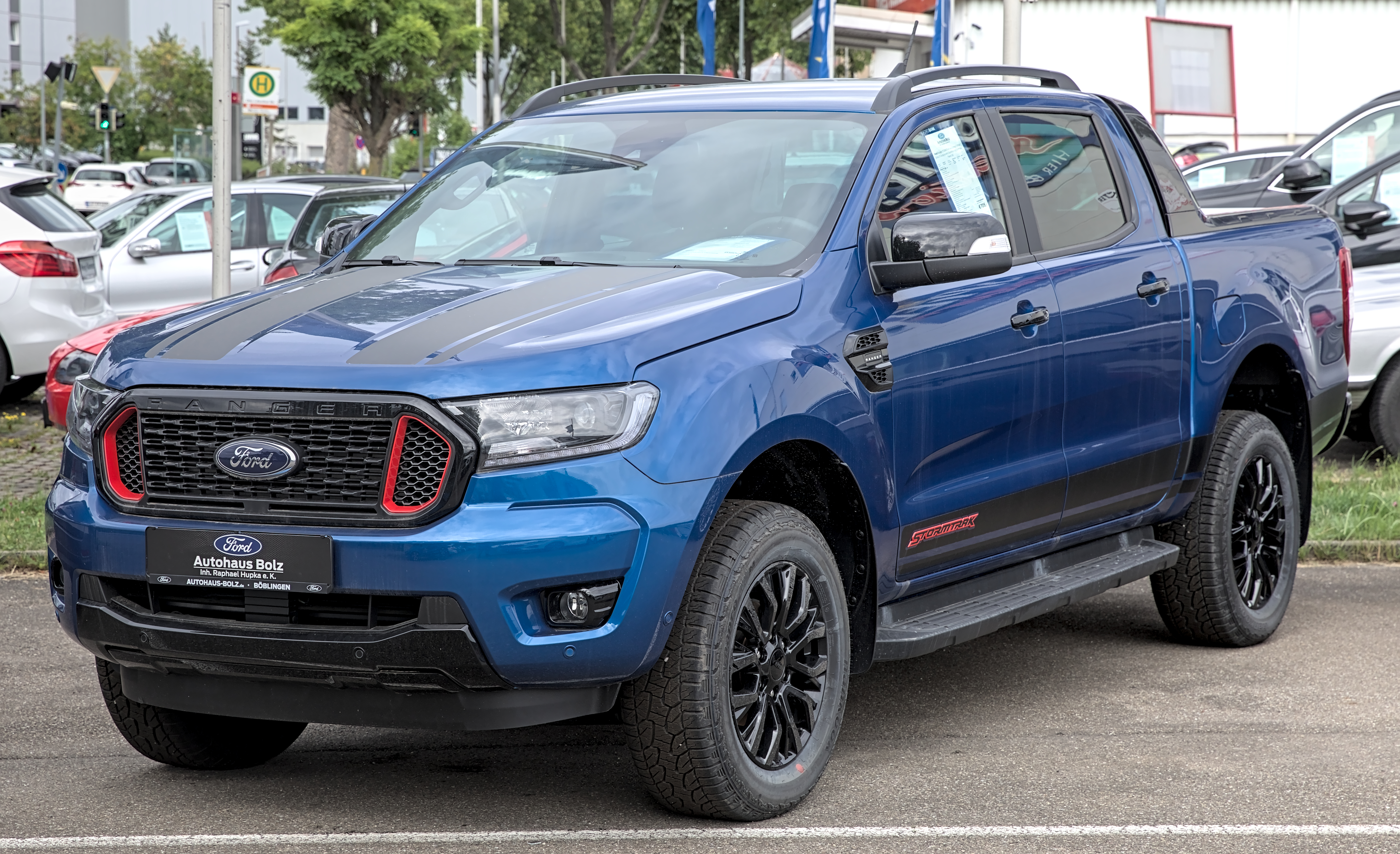
Ford Ranger Stormtrak
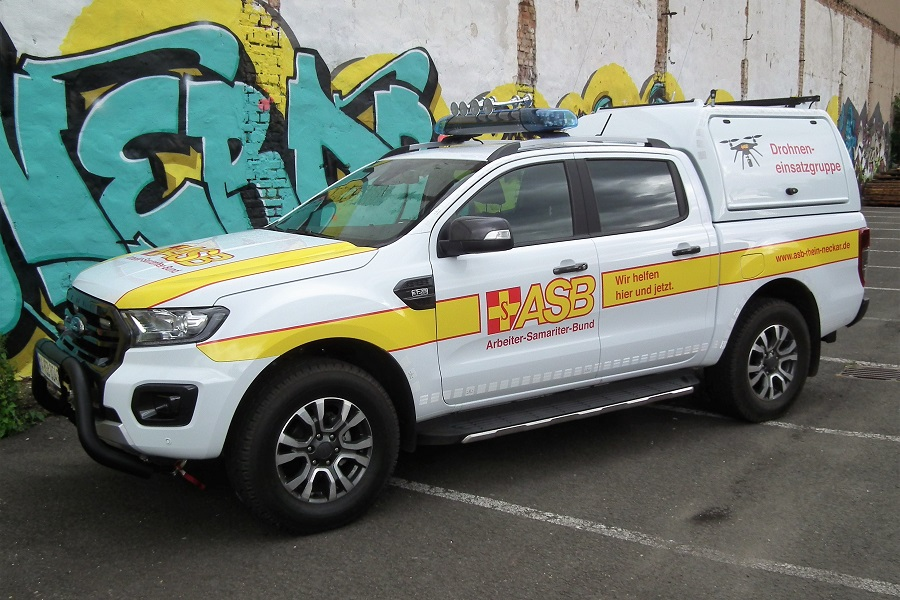
Ford Ranger als Einsatzfahrzeug
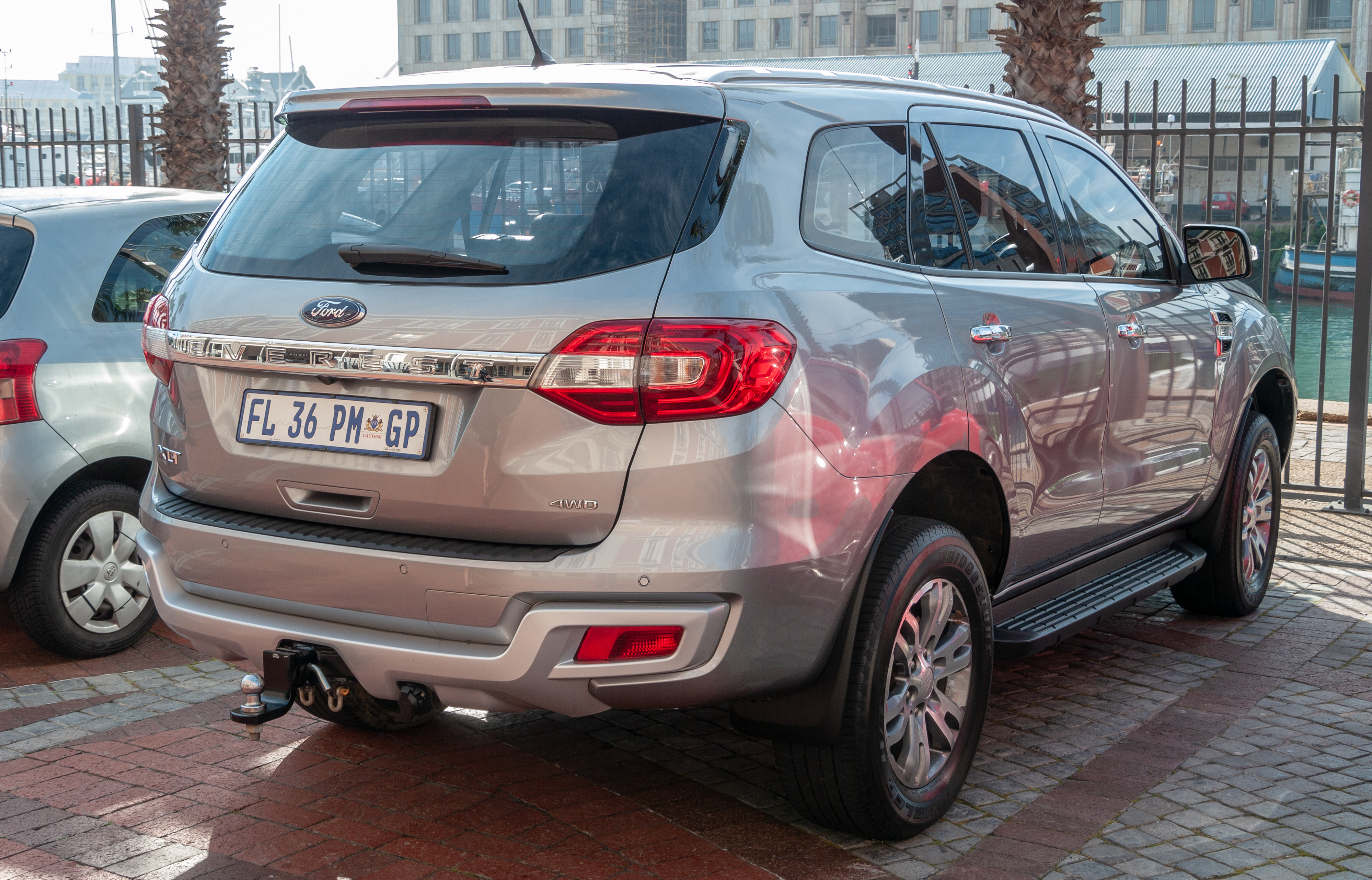
Ford Everest XLT (2015–2023)

#### Technische Daten
|                                               | 2.2 TDCi                    | 2.0 TDCi              | 2.2 TDCi                    | 2.0 TDCi                            | 3.2 TDCi                            | 2.0 TDCi                            | Raptor                      |
| Bauzeitraum                                   | 02/2016–01/2019             | 01/2019–02/2023       | 02/2016–01/2019             | 01/2019–02/2023                     | 02/2016–03/2020                     | 01/2019–02/2023                     | 05/2019–02/2023             |
| Motorkenndaten                                |                             |                       |                             |                                     |                                     |                                     |                             |
| Motortyp                                      | R4-Dieselmotor              | R4-Dieselmotor        | R4-Dieselmotor              | R4-Dieselmotor                      | R5-Dieselmotor                      | R4-Dieselmotor                      | R4-Dieselmotor              |
| Hubraum                                       | 2198 cm³                    | 1996 cm³              | 2198 cm³                    | 1996 cm³                            | 3198 cm³                            | 1996 cm³                            | 1996 cm³                    |
| max. Leistung bei min−1                       | 96 kW (130 PS) / 3200       | 96 kW (130 PS) / 3500 | 118 kW (160 PS) / 3200      | 125 kW (170 PS) / 3500              | 147 kW (200 PS) / 3500              | 157 kW (213 PS) / 3750              | 157 kW (213 PS) / 3750      |
| max. Drehmoment bei min−1                     | 330 Nm / 1500–2500          | 340 Nm / 1500–2500    | 385 Nm / 1500–2500          | 420 Nm / 1500–2500                  | 470 Nm / 1500–2750                  | 500 Nm / 1750–2000                  | 500 Nm / 1750–2000          |
| Kraftübertragung                              |                             |                       |                             |                                     |                                     |                                     |                             |
| Antrieb, serienmäßig                          | Hinterradantrieb            | Allradantrieb         | Allradantrieb               | Allradantrieb                       | Allradantrieb                       | Allradantrieb                       | Allradantrieb               |
| Antrieb, optional                             | Allradantrieb               | –                     | –                           | –                                   | –                                   | –                                   | –                           |
| Getriebe, serienmäßig                         | 6-Gang-Schaltgetriebe       | 6-Gang-Schaltgetriebe | 6-Gang-Schaltgetriebe       | 6-Gang-Schaltgetriebe               | 6-Gang-Schaltgetriebe               | 6-Gang-Schaltgetriebe               | 10-Stufen-Automatikgetriebe |
| Getriebe, optional                            | –                           | –                     | 6-Stufen-Automatikgetriebe  | 10-Stufen-Automatikgetriebe         | 6-Stufen-Automatikgetriebe          | 10-Stufen-Automatikgetriebe         | –                           |
| Messwerte                                     |                             |                       |                             |                                     |                                     |                                     |                             |
| Anhängelast                                   | 2500 kg                     | 2500 kg               | 3500 kg 1                   | 3500 kg                             | 3500 kg                             | 3500 kg                             | 2500 kg                     |
| Höchstgeschwindigkeit 2                       | 170 km/h (175 km/h)         | 165 km/h              | 175 km/h                    | 180 km/h                            | 175 km/h                            | 180 km/h                            | 180 km/h                    |
| Beschleunigung 0–100 km/h 2                   | 13,1–13,5 s (13,5–13,9 s)   |                       | 11,8 s [12,8 s]             |                                     | 10,3–10,9 s [10,6 s]                |                                     | 10,5 s                      |
| Kraftstoffverbrauch auf 100 km (kombiniert) 2 | 6,6 l Diesel (6,9 l Diesel) | 6,9–7,2 l Diesel      | 7,0 l Diesel [7,8 l Diesel] | 6,9–7,2 l Diesel [7,5–7,7 l Diesel] | 8,3–8,9 l Diesel [8,7–9,5 l Diesel] | 7,8–7,9 l Diesel [7,6–7,9 l Diesel] | 8,9 l Diesel                |
| CO2-Emission (kombiniert) 2                   | 173 g/km (181 g/km)         | 179–188 g/km          | 184 g/km [207 g/km]         | 179–188 g/km [197–201 g/km]         | 218–229 g/km [228–248 g/km]         | 203–208 g/km [199–207 g/km]         | 233 g/km                    |

### Seit 2022
Eine neue Generation des Ranger debütierte am 24. November 2021. In Europa kam sie Ende 2022 als Raptor, der in Thailand gebaut wird, in den Handel. Die Dieselvarianten folgten Anfang 2023 und werden aus Südafrika importiert. Eine Plug-in-Hybrid-Version mit einer elektrischen Reichweite von über 45 km präsentierte Ford im September 2023. Ein sportlicher ausgelegtes Modell ist der MS-RT, der im Februar 2024 vorgestellt wurde. Vorrangig für den Einsatz auf Baustellen konzipiert ist der Super Duty, der im April 2025 präsentiert wurde. Er hat Geländereifen, Stahlstoßstangen und ein höheres zulässiges Gesamtgewicht.
Die zweite Generation des VW Amarok basiert auf dieser Ranger-Generation.

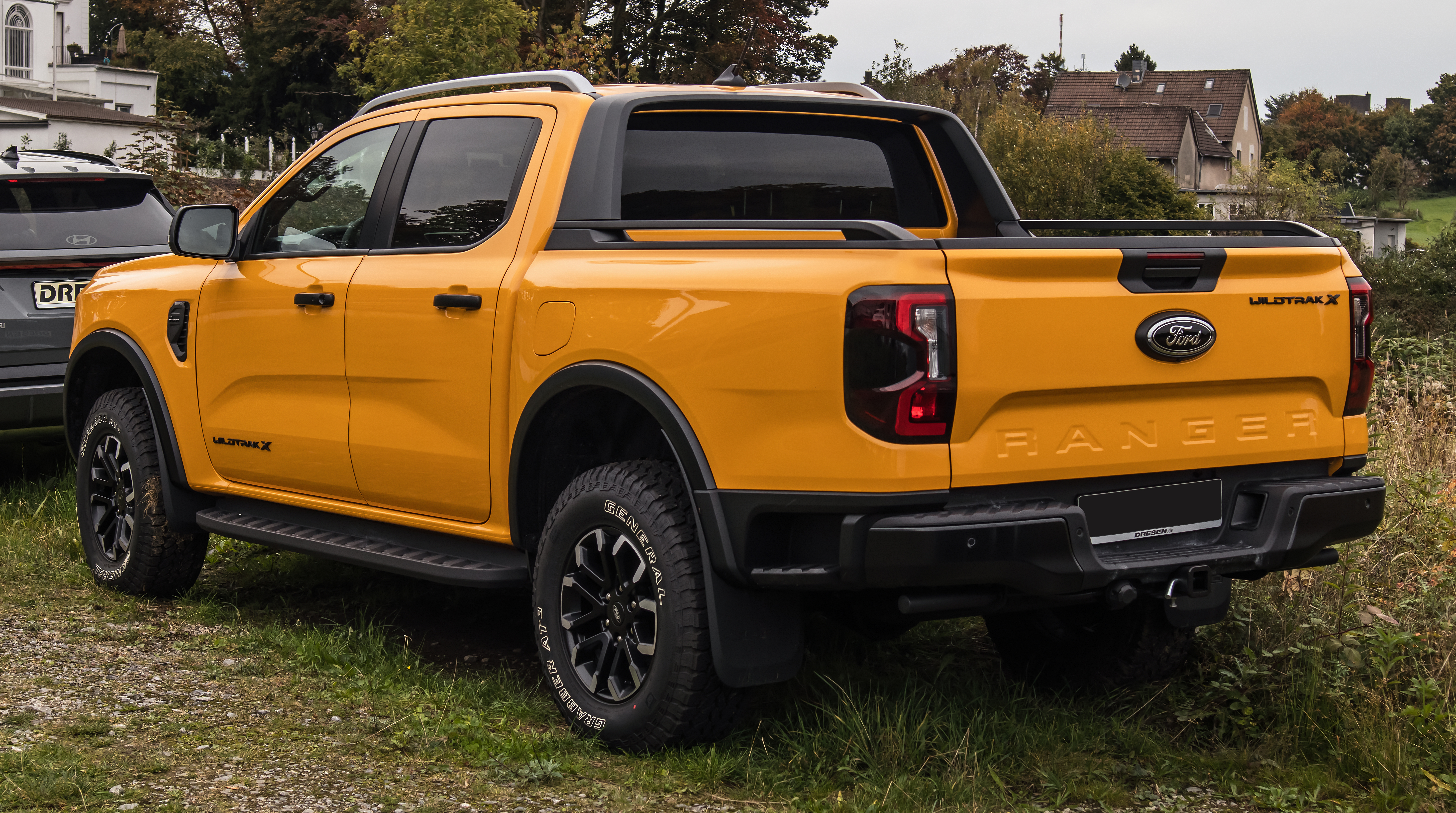
Heckansicht
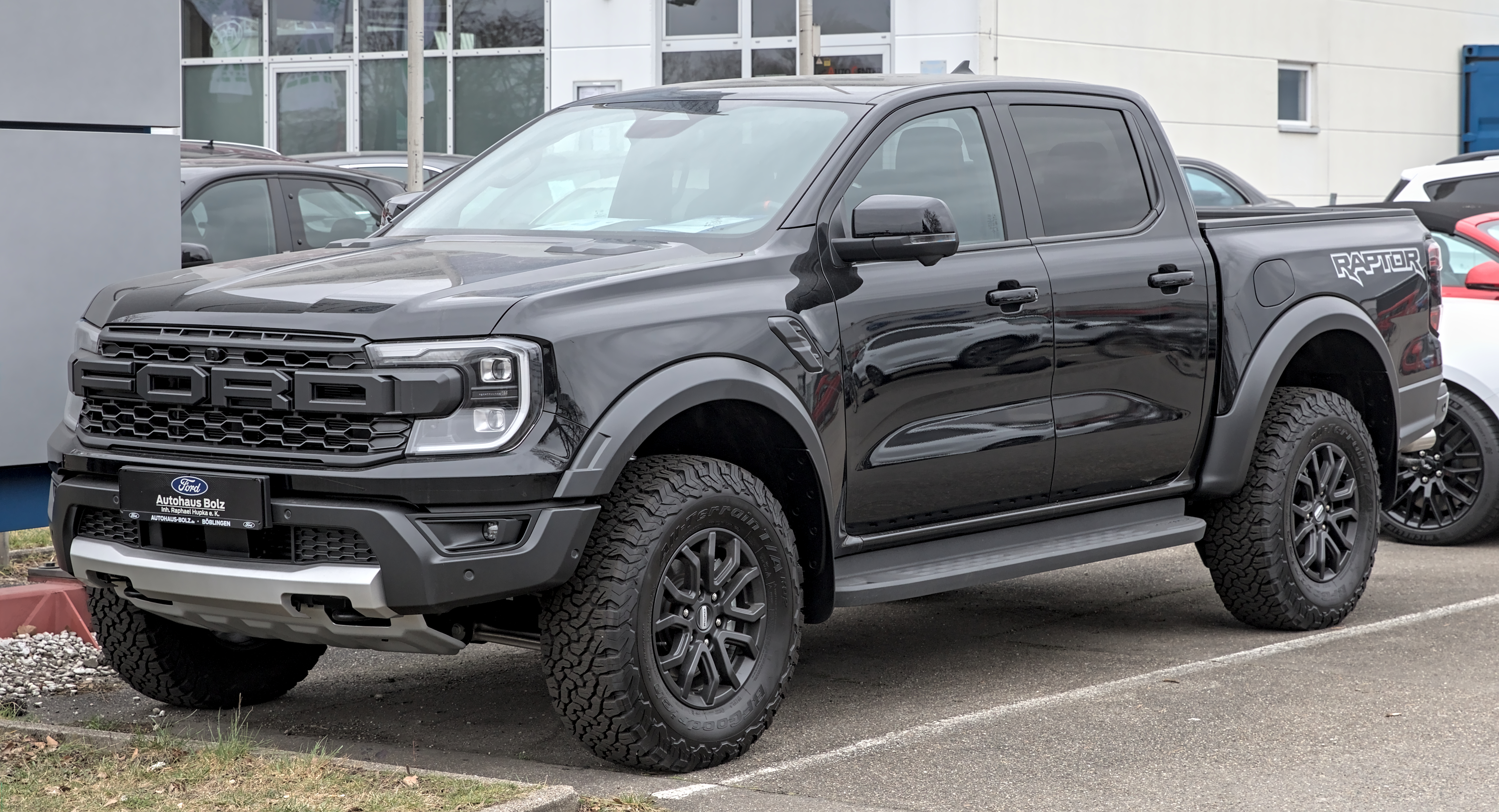
Ford Ranger Raptor
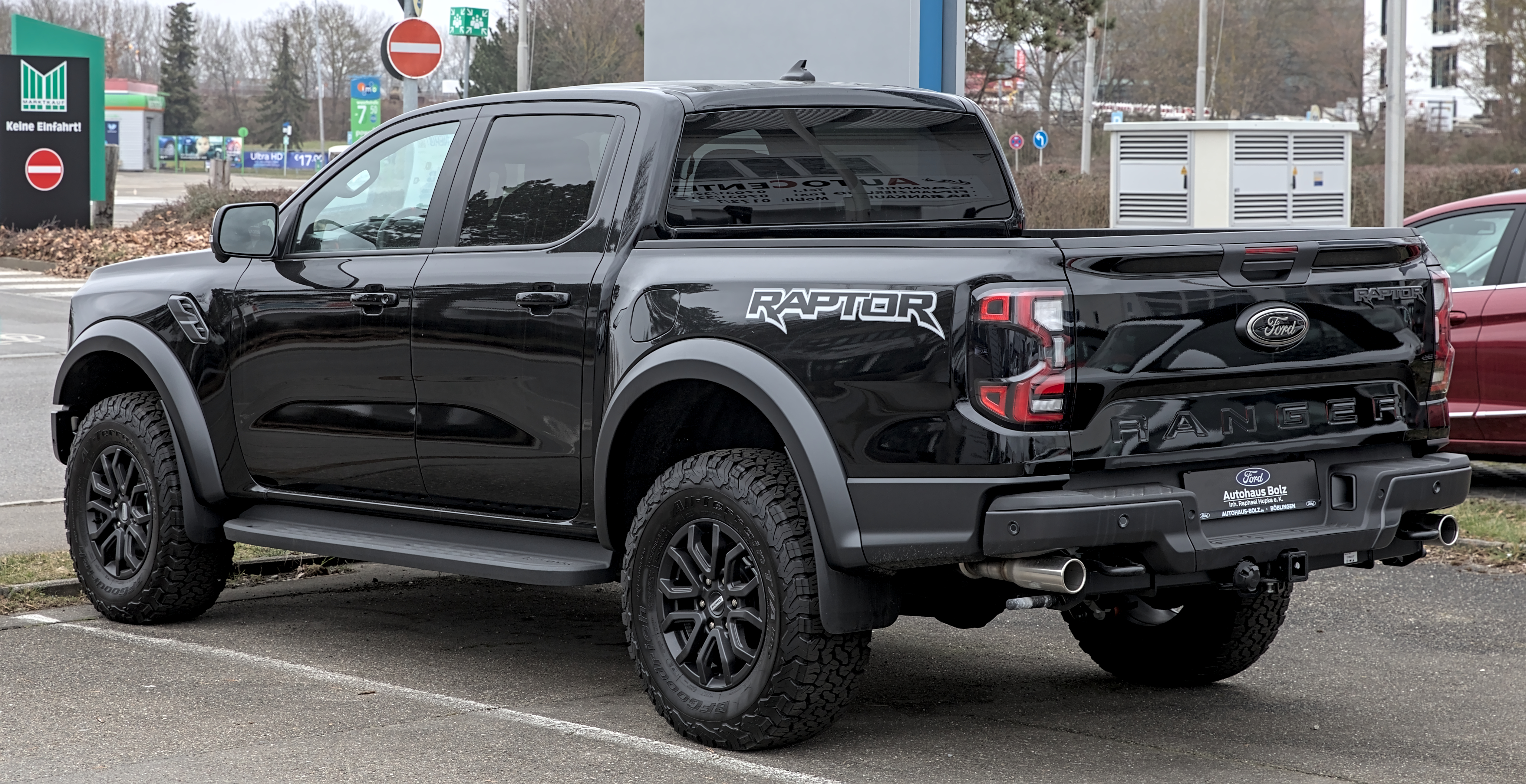
Heckansicht
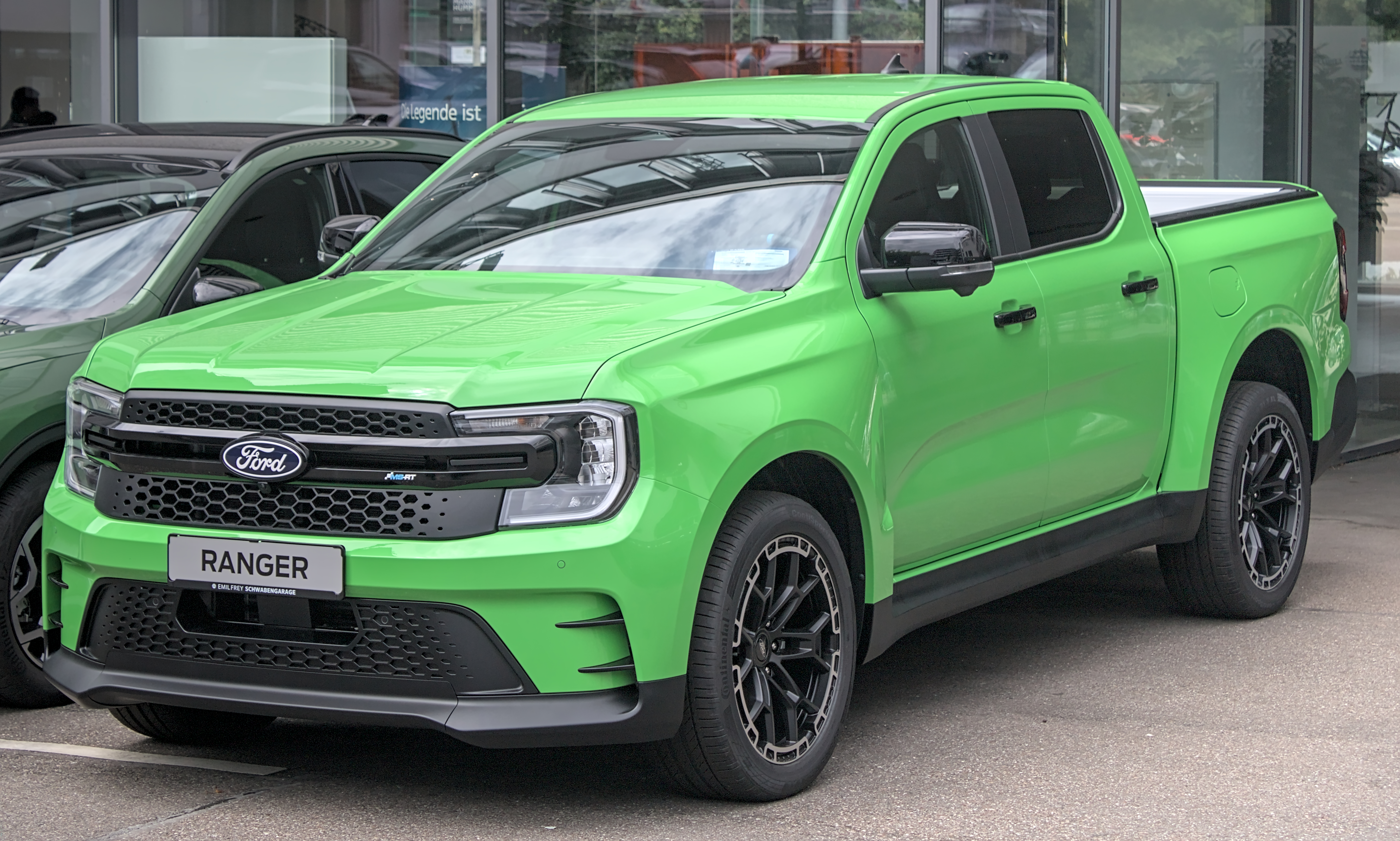
Ford Ranger MS-RT
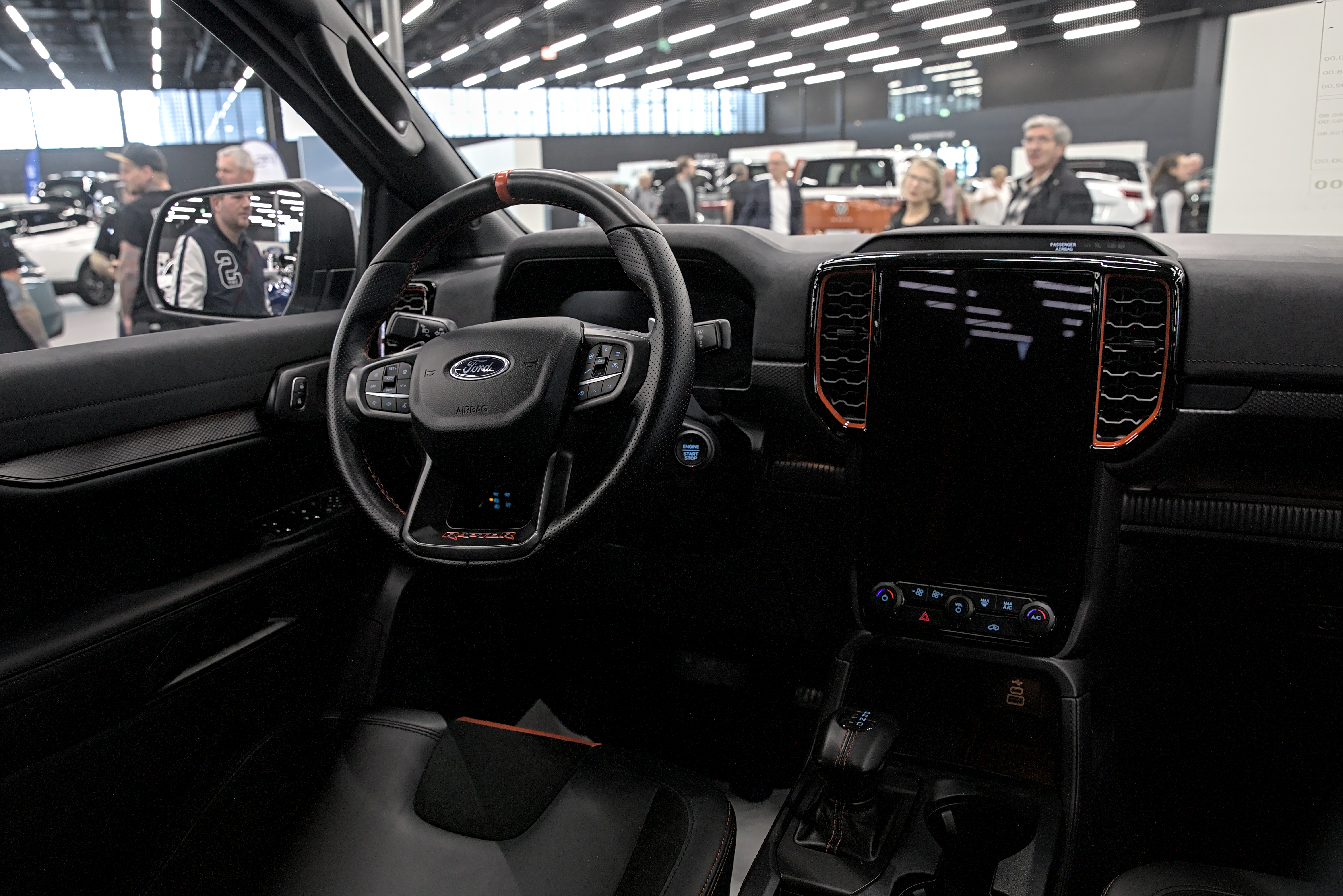
Innenansicht

#### Sicherheit
Ende 2022 wurde das Fahrzeug vom Euro NCAP auf die Fahrzeugsicherheit getestet. Es erhielt fünf von fünf möglichen Sternen.

#### Technische Daten
|                                               | Raptor 3.0 EcoBoost e-4WD   | 2.3 EcoBoost PHEV           | 2.0 EcoBlue 4x4                     | 2.0 EcoBlue e-4WD           | Raptor 2.0 EcoBlue e-4WD    | 3.0 EcoBlue e-4WD           |
| Bauzeitraum                                   | seit 11/2022                | seit 03/2025                | seit 03/2023                        | seit 03/2023                | seit 03/2023                | seit 03/2023                |
| Motorkenndaten                                |                             |                             |                                     |                             |                             |                             |
| Motortyp                                      | V6-Ottomotor                | R4-Ottomotor + Elektromotor | R4-Dieselmotor                      | R4-Dieselmotor              | R4-Dieselmotor              | V6-Dieselmotor              |
| Hubraum                                       | 2956 cm³                    | 2296 cm³                    | 1996 cm³                            | 1996 cm³                    | 1996 cm³                    | 2993 cm³                    |
| max. Leistung bei min−1                       | 215 kW (292 PS) / 5500      | 207 kW (281 PS) / 4600      | 125 kW (170 PS)                     | 151 kW (205 PS)             | 154 kW (210 PS)             | 177 kW (240 PS) / 3250      |
| max. Drehmoment bei min−1                     | 491 Nm / 2300               | 697 Nm / 2700               | 405 Nm                              | 500 Nm                      | 500 Nm                      | 600 Nm / 1750–2250          |
| Kraftübertragung                              |                             |                             |                                     |                             |                             |                             |
| Antrieb, serienmäßig                          | Allradantrieb               | Allradantrieb               | Allradantrieb                       | Allradantrieb               | Allradantrieb               | Allradantrieb               |
| Getriebe, serienmäßig                         | 10-Stufen-Automatikgetriebe | 10-Stufen-Automatikgetriebe | 6-Gang-Schaltgetriebe               | 10-Stufen-Automatikgetriebe | 10-Stufen-Automatikgetriebe | 10-Stufen-Automatikgetriebe |
| Getriebe, optional                            | –                           | –                           | 6-Stufen-Automatikgetriebe          | –                           | –                           | –                           |
| Messwerte                                     |                             |                             |                                     |                             |                             |                             |
| Anhängelast                                   | 2500 kg                     | 3500 kg                     | 3450 kg [3500 kg]                   | 3500 kg                     | 2500 kg                     | 3500 kg                     |
| Höchstgeschwindigkeit 3                       | 180 km/h                    | 180 km/h                    | 180 km/h [180 km/h]                 | 180 km/h                    | 180 km/h                    | 190 km/h                    |
| Beschleunigung 0–100 km/h 3                   | 7,9 s                       | 9,2 s                       | 11,3–11,6 s [12,0–12,1 s]           | 10,5 s                      |                             | 8,7 s                       |
| Kraftstoffverbrauch auf 100 km (kombiniert) 3 | 13,8 l Super                | 3,1 l Super                 | 8,4–8,5 l Diesel [8,7–8,8 l Diesel] | 8,8 l Diesel                | 10,6 l Diesel               | 10,1 l Diesel               |
| CO2-Emission (kombiniert) 3                   | 315 g/km                    | 70 g/km                     | 221–223 g/km [227–230 g/km]         | 230 g/km                    | 278 g/km                    | 266 g/km                    |